# Lijst van deelnemende schepen aan Sail Amsterdam 2025
Dit is een lijst van deelnemende schepen aan Sail Amsterdam 2025. De lijst bevat de schepen die een aangewezen ligplaats hebben. Daarbij is ook groot deel van het varend erfgoed opgenomen.
De ligplaatsen van de grote zeilschepen, de tallships, zijn overgenomen van de ligplaatsenplattegrond. 
Niet vermeld zijn de schepen die geen vaste ligplaats in het evenementgebied hebben, maar wel aangemeld waren. Ze varen rond en hebben meestal hun ligplaats elders.

## Tallships
| Lijst van deelnemende tallships aan Sail Amsterdam 2025 | Lijst van deelnemende tallships aan Sail Amsterdam 2025 | Lijst van deelnemende tallships aan Sail Amsterdam 2025 | Lijst van deelnemende tallships aan Sail Amsterdam 2025 | Lijst van deelnemende tallships aan Sail Amsterdam 2025 | Lijst van deelnemende tallships aan Sail Amsterdam 2025 | Lijst van deelnemende tallships aan Sail Amsterdam 2025 | Lijst van deelnemende tallships aan Sail Amsterdam 2025 | Lijst van deelnemende tallships aan Sail Amsterdam 2025 | Lijst van deelnemende tallships aan Sail Amsterdam 2025 | Lijst van deelnemende tallships aan Sail Amsterdam 2025 | Lijst van deelnemende tallships aan Sail Amsterdam 2025 |
| Naam                                                    | Sail Training Class                                     | Ligplaats                                               | Soort schip                                             | Bouwjaar                                                | Lengte (m)                                              | Lengte (m)                                              | Breedte (m)                                             | Diepgang (m)                                            | Zeiloppervlak (m²)                                      | Foto                                                    |                                                         |
| Naam                                                    | Sail Training Class                                     | Ligplaats                                               | Soort schip                                             | Bouwjaar                                                | totaal                                                  | romp                                                    | Breedte (m)                                             | Diepgang (m)                                            | Zeiloppervlak (m²)                                      | Foto                                                    |                                                         |
| ------------------------------------------------------- | ------------------------------------------------------- | ------------------------------------------------------- | ------------------------------------------------------- | ------------------------------------------------------- | ------------------------------------------------------- | ------------------------------------------------------- | ------------------------------------------------------- | ------------------------------------------------------- | ------------------------------------------------------- | ------------------------------------------------------- | ------------------------------------------------------- |
| Alexander von Humboldt II IMO 9618446 Duitsland         | A                                                       | Actueel                                                 | Bark                                                    | 2011                                                    | 65,05                                                   | 48,10                                                   | 10                                                      | 5,10                                                    | 1360                                                    | meer foto's                                             |                                                         |
| Atyla Spanje                                            | B                                                       | Actueel                                                 | Schoener                                                | 1984                                                    | 31,28                                                   |                                                         | 7                                                       | 3,05                                                    | 410                                                     | meer foto's                                             |                                                         |
| B.A.P. Unión Peru                                       | A                                                       | Actueel                                                 | Bark                                                    | 2016                                                    | 115,50                                                  |                                                         | 13,5                                                    | 6,5                                                     | 3402                                                    | meer foto's                                             |                                                         |
| Belem IMO 8622983 Frankrijk                             | A                                                       | Actueel                                                 | Bark                                                    | 1896                                                    | 58,00                                                   | 50,96                                                   | 8,80                                                    | 3,50                                                    | 1200                                                    | meer foto's                                             |                                                         |
| Belle Poule Frankrijk                                   | B                                                       | Actueel                                                 | Schoener                                                | 1932                                                    | 37,5                                                    |                                                         | 7,4                                                     | 3,7                                                     | 450                                                     | meer foto's                                             |                                                         |
| Capitán Miranda Uruguay                                 | A                                                       | Actueel                                                 | Schoener                                                | 1930                                                    | 60,45                                                   | 55                                                      | 8                                                       | 3,95                                                    | 853,35                                                  | meer foto's                                             |                                                         |
| Christian Radich IMO 5071729 Noorwegen                  | A                                                       | Actueel                                                 | Volschip                                                | 1937                                                    | 72,50                                                   | 62,50                                                   | 9,80                                                    | 4,90                                                    | 1234                                                    | meer foto's                                             |                                                         |
| Dar Mlodziezy IMO 7821075 Polen                         | A                                                       | Actueel                                                 | Volschip                                                | 1982                                                    | 108,815                                                 | 94,80                                                   | 14,00                                                   | 6,37                                                    | 3015                                                    | meer foto's                                             |                                                         |
| Dar Szczecina Polen                                     | D                                                       | Actueel                                                 | Zeiljacht                                               | 1969                                                    | 18,10                                                   |                                                         | 4,60                                                    | 3,00                                                    | 134                                                     | meer foto's                                             |                                                         |
| Ecolution Nederland                                     | C                                                       | Actueel                                                 | Zeiljacht                                               | 2010                                                    | 25,6                                                    |                                                         | 5,9                                                     |                                                         | 290                                                     | meer foto's                                             |                                                         |
| Eendracht IMO 8814275 Nederland                         | A                                                       | Actueel                                                 | Schoener                                                | 1989                                                    | 59,08                                                   |                                                         | 12,30                                                   | 5                                                       | 1206                                                    | meer foto's                                             |                                                         |
| Europa IMO 8951932 Nederland                            | A                                                       | Actueel                                                 | Bark                                                    | 1911                                                    | 55,10                                                   | 48,60                                                   | 7,45                                                    | 3,90                                                    | 1200                                                    | meer foto's                                             |                                                         |
| Eye of the Wind IMO 5299864 Verenigd Koninkrijk         | A                                                       | Actueel                                                 | Schoener                                                | 1911                                                    | 40,23                                                   |                                                         | 7,01                                                    | 2,70                                                    | 750                                                     | meer foto's                                             |                                                         |
| Galeón Andalucía IMO 9578115 Spanje                     | A                                                       | Actueel                                                 | Galjoen                                                 | 2011                                                    | 49,40                                                   |                                                         | 10,10                                                   | 3,00                                                    | 965                                                     | meer foto's                                             |                                                         |
| Gorch Fock IMO 5133644 Duitsland                        | A                                                       | Actueel                                                 | Bark                                                    | 1958                                                    | 89,32                                                   | 81,25                                                   | 12,00                                                   | 5,25                                                    | 2037                                                    | meer foto's                                             |                                                         |
| Gulden Leeuw IMO 5085897 Nederland                      | A                                                       | Actueel                                                 | Schoener                                                | 1937                                                    | 70,10                                                   | 51,73                                                   | 8,60                                                    | 4,20                                                    | 1400                                                    | meer foto's                                             |                                                         |
| J.R.Tolkien IMO 7017064 Nederland                       | B                                                       | Actueel                                                 | Schoener                                                | 1964                                                    | 41,7                                                    |                                                         | 7,8                                                     | 3                                                       | 828                                                     | meer foto's                                             |                                                         |
| Le Français IMO 5183120 Frankrijk                       |                                                         | Actueel                                                 | Bark                                                    | 1948                                                    | 47                                                      | 37                                                      | 8,5                                                     | 3,7                                                     | 880                                                     | meer foto's                                             |                                                         |
| Loth Loriën IMO 5254151 Nederland                       | A                                                       | Actueel                                                 | Barkentijn                                              | 1907                                                    | 48,00                                                   |                                                         | 7,20                                                    | 3,10                                                    | 572                                                     | meer foto's                                             |                                                         |
| Milpat Frankrijk                                        | B                                                       | Actueel                                                 | Ketch                                                   | 1962                                                    | 15,71                                                   | 5,15                                                    |                                                         |                                                         |                                                         | meer foto's                                             |                                                         |
| Morgenster IMO 5241657 Nederland                        | A                                                       | Actueel                                                 | Brik                                                    | 1919                                                    | 48                                                      | 39                                                      | 6                                                       | 2,40                                                    | 600                                                     | meer foto's                                             |                                                         |
| Mutin Frankrijk                                         | B                                                       | Actueel                                                 | Kotter                                                  | 1927                                                    | 33                                                      |                                                         | 6,35                                                    | 3,4                                                     | 312                                                     | meer foto's                                             |                                                         |
| Oosterschelde IMO 5347221 Nederland                     | A                                                       | Actueel                                                 | Schoener                                                | 1918                                                    | 50,00                                                   | 40,12                                                   | 7,50                                                    | 3,00                                                    | 891                                                     | meer foto's                                             |                                                         |
| Rupel België                                            | B                                                       | Actueel                                                 | Gaffelschoener                                          | 1996                                                    | 22,5                                                    | 19,83                                                   | 4,8                                                     | 1,8                                                     | 202                                                     | meer foto's                                             |                                                         |
| Sagres IMO 8642579 Portugal                             | A                                                       | Actueel                                                 | Bark                                                    | 1937                                                    | 89,50                                                   | 81,20                                                   | 12,00                                                   | 5,50                                                    | 1796                                                    | meer foto's                                             |                                                         |
| Shabab Oman II IMO 9667215 Oman                         | A                                                       | Actueel                                                 | Volschip                                                | 2014                                                    | 87,00                                                   |                                                         | 11,00                                                   | 5,20                                                    |                                                         | meer foto's                                             |                                                         |
| Stad Amsterdam IMO 9185554 Nederland                    | A                                                       | Actueel                                                 | Volschip                                                | 2000                                                    | 78,00                                                   | 60,50                                                   | 10,50                                                   | 4,20                                                    | 2200                                                    | meer foto's                                             |                                                         |
| Thalassa IMO 8101276 Nederland                          | A                                                       | Actueel                                                 | Barkentijn                                              | 1980                                                    | 48,00                                                   | 38,00                                                   | 8,00                                                    | 3,80                                                    | 800                                                     | meer foto's                                             |                                                         |
| Wylde Swan IMO 5126718 Nederland                        | A                                                       | Actueel                                                 | Schoener                                                | 1920                                                    | 62,00                                                   |                                                         | 7,30                                                    | 3,50                                                    | 1130                                                    | meer foto's                                             |                                                         |
| A958 Zenobe Gramme België                               | C                                                       | Actueel                                                 | Ketch                                                   | 1961                                                    | 28,15                                                   |                                                         | 6,85                                                    | 2,80                                                    |                                                         | meer foto's                                             |                                                         |
| Zr.Ms. Urania Nederland                                 | D                                                       | Actueel                                                 | Kits                                                    | 2004                                                    | 27                                                      |                                                         | 6                                                       |                                                         | 400                                                     | meer foto's                                             |                                                         |

## Andere zeilschepen
| Lijst van deelnemende andere zeilschepen aan Sail Amsterdam 2025 | Lijst van deelnemende andere zeilschepen aan Sail Amsterdam 2025 | Lijst van deelnemende andere zeilschepen aan Sail Amsterdam 2025 | Lijst van deelnemende andere zeilschepen aan Sail Amsterdam 2025 | Lijst van deelnemende andere zeilschepen aan Sail Amsterdam 2025 | Lijst van deelnemende andere zeilschepen aan Sail Amsterdam 2025 | Lijst van deelnemende andere zeilschepen aan Sail Amsterdam 2025 | Lijst van deelnemende andere zeilschepen aan Sail Amsterdam 2025 | Lijst van deelnemende andere zeilschepen aan Sail Amsterdam 2025 | Lijst van deelnemende andere zeilschepen aan Sail Amsterdam 2025 | Lijst van deelnemende andere zeilschepen aan Sail Amsterdam 2025 |
| Naam                                                             | Ligplaats                                                        | Soort schip                                                      | Bouwjaar                                                         | Lengte (m)                                                       | Lengte (m)                                                       | Breedte (m)                                                      | Diepgang (m)                                                     | Zeiloppervlak (m²)                                               | Foto                                                             |                                                                  |
| Naam                                                             | Ligplaats                                                        | Soort schip                                                      | Bouwjaar                                                         | totaal                                                           | romp                                                             | Breedte (m)                                                      | Diepgang (m)                                                     | Zeiloppervlak (m²)                                               | Foto                                                             |                                                                  |
| ---------------------------------------------------------------- | ---------------------------------------------------------------- | ---------------------------------------------------------------- | ---------------------------------------------------------------- | ---------------------------------------------------------------- | ---------------------------------------------------------------- | ---------------------------------------------------------------- | ---------------------------------------------------------------- | ---------------------------------------------------------------- | ---------------------------------------------------------------- | ---------------------------------------------------------------- |
| Anna af Sand Noorwegen                                           |                                                                  | Kotter                                                           | 1848                                                             | 15,8                                                             |                                                                  | 5,5                                                              | 2,2                                                              | 162                                                              |                                                                  |                                                                  |
| Atlantic IMO 9563512 Verenigd Koninkrijk                         |                                                                  | Schoener                                                         | 2010                                                             | 64,5m                                                            |                                                                  | 8,85                                                             | 5                                                                |                                                                  | meer foto's                                                      |                                                                  |
| Atlantis IMO 8333635 Nederland                                   |                                                                  | Barkentijn                                                       | 1905                                                             | 57,00                                                            |                                                                  | 7,45                                                             | 5,00                                                             | 742                                                              | meer foto's                                                      |                                                                  |
| Brandaris ENI 02205520 Nederland                                 |                                                                  | Schoener                                                         | 1905                                                             | 30                                                               |                                                                  | 6                                                                | 2                                                                | 450                                                              |                                                                  |                                                                  |
| Corsaro II Italië                                                |                                                                  | Yawl                                                             | 1961                                                             | 20,9                                                             | 15,24                                                            | 4,7                                                              | 2,9                                                              | 205                                                              | meer foto's                                                      |                                                                  |
| Dorestad-1 Nederland                                             |                                                                  | Vikingschip                                                      | 2021                                                             | 14                                                               |                                                                  | 3,30                                                             | 0,90                                                             | 45                                                               |                                                                  |                                                                  |
| Greyhound Verenigd Koninkrijk                                    |                                                                  | Zeillogger                                                       | 2012                                                             | 33                                                               | 19,57                                                            | 5,92                                                             | 2,8                                                              | 470                                                              | meer foto's                                                      |                                                                  |
| Gipsy Moth IV Verenigd Koninkrijk                                |                                                                  | Kits                                                             | 1965                                                             | 16.15                                                            |                                                                  | 3,2                                                              | 2.82                                                             | 80                                                               | meer foto's                                                      |                                                                  |
| Halve Maen Verenigde Staten                                      |                                                                  | Jacht (replica)                                                  | 1989                                                             | 28,96                                                            | 25,9                                                             | 5,3                                                              | 2,6                                                              | 256                                                              | meer foto's                                                      |                                                                  |
| Ide Min IMO 6924844 Vanuatu                                      |                                                                  | Schoener                                                         | 1957                                                             | 39,60                                                            | 30,00                                                            | 6,98                                                             | 2,40                                                             | 564                                                              | meer foto's                                                      |                                                                  |
| Joanna Saturna Finland                                           |                                                                  | Schoener                                                         | 1903                                                             | 34,0                                                             |                                                                  | 6,0                                                              | 2,85                                                             | 420                                                              | meer foto's                                                      |                                                                  |
| Jolie Brise Verenigd Koninkrijk                                  |                                                                  | Kotter                                                           | 1913                                                             | 22,50                                                            | 17,06                                                            | 4,63                                                             | 3,10                                                             | 228                                                              | meer foto's                                                      |                                                                  |
| Nao Santa María Spanje                                           |                                                                  | Karveel                                                          | 2018                                                             | 28,30                                                            | 24,99                                                            | 7,96                                                             | 3,49                                                             |                                                                  | meer foto's                                                      |                                                                  |
| Nao Victoria Spanje                                              |                                                                  | Kraak                                                            | 1992                                                             | 36,6                                                             | 25,9                                                             | 6                                                                |                                                                  |                                                                  | meer foto's                                                      |                                                                  |
| Nele België                                                      |                                                                  | Tweemaster                                                       | 2005                                                             | 28 m                                                             | 18,5                                                             | 5,60                                                             | 2,60                                                             | 185                                                              | meer foto's                                                      |                                                                  |
| Pascual Flores Spanje                                            |                                                                  | Pailebote                                                        | 1917                                                             | 34,14                                                            |                                                                  | 8,60                                                             | 3,82                                                             | >400                                                             | meer foto's                                                      |                                                                  |
| Phoenix Verenigd Koninkrijk                                      |                                                                  | Brigantijn                                                       | 1929                                                             | 34                                                               | 24                                                               | 6,9                                                              | 2,6                                                              | 372                                                              | meer foto's                                                      |                                                                  |
| Soeverein] ENI 02309784 Nederland                                |                                                                  |                                                                  | 1956                                                             | 58,42                                                            |                                                                  | 7,20                                                             | 2,82                                                             | 900                                                              | meer foto's                                                      |                                                                  |
| Swaensborgh IMO 8138255 Nederland                                |                                                                  | Schoener                                                         | 1907                                                             | 47,00                                                            | 41,00                                                            | 5,85                                                             | 2,30                                                             | 500                                                              | meer foto's                                                      |                                                                  |
| Tres Hombres Vanuatu                                             |                                                                  | Kriegsfischkutter                                                | 2009 / W.O.II                                                    | 32,00                                                            | 25                                                               | 6,40                                                             | 3                                                                | 315                                                              | meer foto's                                                      |                                                                  |
| Witte Swaen Nederland                                            |                                                                  |                                                                  | 2022                                                             | 29                                                               | 18,6                                                             | 5,5                                                              | 2                                                                | 244                                                              | meer foto's                                                      |                                                                  |

## Varend erfgoed: Skûtsjes
- RVEN staat voor Register Varend Erfgoed Nederland.

| Lijst van deelnemende skûtsjes (varende monumenten en historische vaartuigen) aan Sail Amsterdam 2015 | Lijst van deelnemende skûtsjes (varende monumenten en historische vaartuigen) aan Sail Amsterdam 2015 | Lijst van deelnemende skûtsjes (varende monumenten en historische vaartuigen) aan Sail Amsterdam 2015 | Lijst van deelnemende skûtsjes (varende monumenten en historische vaartuigen) aan Sail Amsterdam 2015 | Lijst van deelnemende skûtsjes (varende monumenten en historische vaartuigen) aan Sail Amsterdam 2015 | Lijst van deelnemende skûtsjes (varende monumenten en historische vaartuigen) aan Sail Amsterdam 2015 | Lijst van deelnemende skûtsjes (varende monumenten en historische vaartuigen) aan Sail Amsterdam 2015 | Lijst van deelnemende skûtsjes (varende monumenten en historische vaartuigen) aan Sail Amsterdam 2015 | Lijst van deelnemende skûtsjes (varende monumenten en historische vaartuigen) aan Sail Amsterdam 2015 | Lijst van deelnemende skûtsjes (varende monumenten en historische vaartuigen) aan Sail Amsterdam 2015 | Lijst van deelnemende skûtsjes (varende monumenten en historische vaartuigen) aan Sail Amsterdam 2015 |
| Naam                                                                                                  | Ligplaats                                                                                             | Soort schip                                                                                           | Bouwjaar                                                                                              | Lengte (m)                                                                                            | Lengte (m)                                                                                            | Breedte (m)                                                                                           | Holte (m)                                                                                             | Laadvermogen (ton)                                                                                    | RVEN nr.                                                                                              | Foto                                                                                                  |
| Naam                                                                                                  | Ligplaats                                                                                             | Soort schip                                                                                           | Bouwjaar                                                                                              | totaal                                                                                                | romp                                                                                                  | Breedte (m)                                                                                           | Holte (m)                                                                                             | Laadvermogen (ton)                                                                                    | RVEN nr.                                                                                              | Foto                                                                                                  |
| --- | --- | --- | --- | --- | --- | --- | --- | --- | --- | --- |
| Amstel Nederland                                                                                      | Surinamekade                                                                                          | Skûtsje                                                                                               | 1910                                                                                                  | 14,92                                                                                                 | | 3,60                                                                                                  | 0,55                                                                                                  | | 3163                                                                                                  | |
| Augustina Nederland                                                                                   | Surinamekade                                                                                          | Skûtsje                                                                                               | 1912                                                                                                  | 11,70                                                                                                 | | 3,12                                                                                                  | 0,55                                                                                                  | | 5631                                                                                                  | |
| De Goede Verwachting ENI 03330863 Nederland                                                           | Surinamekade                                                                                          | Skûtsje                                                                                               | 1903                                                                                                  | 14,87                                                                                                 | | 3,37                                                                                                  | 0,50                                                                                                  | 23,124                                                                                                | | |
| De Nieuwe Zorg Nederland                                                                              | Surinamekade                                                                                          | Skûtsje                                                                                               | 1907                                                                                                  | 16,55                                                                                                 | | 3,54                                                                                                  | 0,47                                                                                                  | 30,000                                                                                                | 5756                                                                                                  | meer foto's                                                                                           |
| De Tiid sil 't Leare Nederland                                                                        | Surinamekade                                                                                          | Skûtsje                                                                                               | 1905                                                                                                  | 19,10                                                                                                 | | 3,47                                                                                                  | 0,37                                                                                                  | 32,000                                                                                                | | |
| Drie Gezusters Nederland                                                                              | IJhaven U-achter binnen Oost                                                                          | Skûtsje                                                                                               | 1907                                                                                                  | 12,50                                                                                                 | | 3,15                                                                                                  | 0,45                                                                                                  | | 3453                                                                                                  | meer foto's                                                                                           |
| Gezina Gretha Nederland                                                                               | Surinamekade                                                                                          | Skûtsje                                                                                               | 1894                                                                                                  | 11,35                                                                                                 | | 3,45                                                                                                  | 0,70                                                                                                  | | 3167                                                                                                  | |
| Hoop op Welvaart ENI 03270150 Nederland                                                               | Surinamekade                                                                                          | Skûtsje                                                                                               | 1910                                                                                                  | 19,43                                                                                                 | | 3,71                                                                                                  | 0,50                                                                                                  | 15,000                                                                                                | 1004                                                                                                  | meer foto's                                                                                           |
| Hoop op Zegen ENI 03270349 Nederland                                                                  | Surinamekade                                                                                          | Skûtsje                                                                                               | 1912                                                                                                  | 18,50                                                                                                 | | 3,65                                                                                                  | 0,80                                                                                                  | | 4707                                                                                                  | meer foto's                                                                                           |
| Immetje Nederland                                                                                     | | Skûtsje                                                                                               | 1907                                                                                                  | 15,32                                                                                                 | | 3,56                                                                                                  | 0,65                                                                                                  | | 691                                                                                                   | meer foto's                                                                                           |
| Lotus ENI 03270354 Nederland                                                                          | Surinamekade                                                                                          | Skûtsje                                                                                               | 1929                                                                                                  | 21,23                                                                                                 | | 3,86                                                                                                  | 0,50                                                                                                  | 52,000                                                                                                | 5825                                                                                                  | |
| Oeral Thús Nederland                                                                                  | Surinamekade                                                                                          | Skûtsje                                                                                               | 1924                                                                                                  | 20,13                                                                                                 | 17,95                                                                                                 | 3,97                                                                                                  | 0,42                                                                                                  | 50,465                                                                                                | | |
| Verwisseling ENI 02208670 Nederland                                                                   | Surinamekade                                                                                          | Skûtsje                                                                                               | 1925                                                                                                  | 19,12                                                                                                 | | 3,62                                                                                                  | 0,34                                                                                                  | 43,715                                                                                                | 2970                                                                                                  | |
| Wâldwiif ENI 03270133 Nederland                                                                       | Surinamekade                                                                                          | Skûtsje                                                                                               | 1906                                                                                                  | 20,25                                                                                                 | | 3,53                                                                                                  | 0,40                                                                                                  | | 5846                                                                                                  | |
| Weer en Wind Nederland                                                                                | Jetty buitenkant                                                                                      | Skûtsje                                                                                               | 1907                                                                                                  | 15,42                                                                                                 | | 3,45                                                                                                  | 0,50                                                                                                  | 80,00                                                                                                 | 3170                                                                                                  | |
| Westenwind Nederland                                                                                  | Surinamekade                                                                                          | Skûtsje                                                                                               | 1908                                                                                                  | 23,00                                                                                                 | | 4,00                                                                                                  | 0,35                                                                                                  | 33,000                                                                                                | 5829                                                                                                  | |

## Varend erfgoed: Andere bedrijfsvaartuigen
- RVEN staat voor Register Varend Erfgoed Nederland.

| Lijst van andere deelnemende bedrijfsvaartuigen (varende monumenten en historische vaartuigen) aan Sail Amsterdam 2025 | Lijst van andere deelnemende bedrijfsvaartuigen (varende monumenten en historische vaartuigen) aan Sail Amsterdam 2025 | Lijst van andere deelnemende bedrijfsvaartuigen (varende monumenten en historische vaartuigen) aan Sail Amsterdam 2025 | Lijst van andere deelnemende bedrijfsvaartuigen (varende monumenten en historische vaartuigen) aan Sail Amsterdam 2025 | Lijst van andere deelnemende bedrijfsvaartuigen (varende monumenten en historische vaartuigen) aan Sail Amsterdam 2025 | Lijst van andere deelnemende bedrijfsvaartuigen (varende monumenten en historische vaartuigen) aan Sail Amsterdam 2025 | Lijst van andere deelnemende bedrijfsvaartuigen (varende monumenten en historische vaartuigen) aan Sail Amsterdam 2025 | Lijst van andere deelnemende bedrijfsvaartuigen (varende monumenten en historische vaartuigen) aan Sail Amsterdam 2025 | Lijst van andere deelnemende bedrijfsvaartuigen (varende monumenten en historische vaartuigen) aan Sail Amsterdam 2025 | Lijst van andere deelnemende bedrijfsvaartuigen (varende monumenten en historische vaartuigen) aan Sail Amsterdam 2025 | Lijst van andere deelnemende bedrijfsvaartuigen (varende monumenten en historische vaartuigen) aan Sail Amsterdam 2025 | Lijst van andere deelnemende bedrijfsvaartuigen (varende monumenten en historische vaartuigen) aan Sail Amsterdam 2025 |
| Naam | Ligplaats | Soort schip | Bouwjaar | Lengte (m) | Lengte (m) | Breedte (m) | Diepgang (m) | Laadvermogen (ton) | RVEN nr. | Foto | |
| Naam | Ligplaats | Soort schip | Bouwjaar | totaal | romp | Breedte (m) | Diepgang (m) | Laadvermogen (ton) | RVEN nr. | Foto | |
| --- | --- | --- | --- | --- | --- | --- | --- | --- | --- | --- | --- |
| Adelaar Nederland | IJhaven U Westzijde | Motorschip | 1922 | 18,30 | | 3,32 | 1,20 | 20,235 | 933 | meer foto's | |
| Albeja ENI 02312073 Nederland                                                                                          | Surinamekade | Bunkerboot | 1965 | 20,84 | | 4,06 | 1,54 cm | 56,014 | 3101 | meer foto's | |
| Animo ENI 02201498 Nederland                                                                                           | IJhaven Veemkade voor                                                                                                  | Tjalk | 1899 | 26,73 | | 5,25 | 1,00 | 25,000 | 3467 | | |
| Anna Jacoba Nederland                                                                                                  | Oosterdok Marine Etablissement                                                                                         | Dienstvaartuig | 1968 | 8.15 | | 2.60 | 1.15 | - | 3462 | | |
| Anne ENI 02304648 Nederland                                                                                            | Surinamekade | Luxe motor | 1930 | 38,91 | | 5,40 | 1,25 | 246,000 | 2301 | meer foto's | |
| Anna Koosje ENI 02308403 Nederland                                                                                     | Surinamekade | Luxe motor | 1931 | 32,80 | | 5,04 | 1,75 | 160,178 | 411 | meer foto's | |
| Anna Magrietha ENI 02202166 Nederland                                                                                  | Sumatrakade | Steilsteven | 1923 | 25,66 | | 5,06 | 0,98 | 33,137 | 104 | meer foto's | |
| Antoinette Christina ENI 02200090 Nederland                                                                            | Sumatrakade | Luxe motor | 1924 | 25,98 | | 5,00 | 1,70 | 115,228 | 1097 | meer foto's | |
| Borkumriff Duitsland                                                                                                   | | | Lichtschip | 1956 | 53,70 | 46,00 | 9,00 | 4,40 | - | meer foto's | |
| Breesem ENI 03900028 Nederland                                                                                         | Steiger De Ruyterkade                                                                                                  | Dienstvaartuig | 1964 | 21.30 | | 5.00 | 0.87 | 190 pk | 4070 | | |
| Buiten Verwachting ENI 02301972 Nederland                                                                              | Surinamekade | Luxe motor | 1927 | 28,80 | | 4,26 | 1,00 | 116,000 | 3002 | meer foto's | |
| Christiaan Brunings ENI 02006647 Nederland                                                                             | Steiger De Ruyterkade                                                                                                  | Museumschip | 1900 | 31.25 | | 6.66 | 1.89 | 276 ipk | 577 | meer foto's | |
| Cornelia ENI 02335338 Nederland                                                                                        | Veemkade Voor | Luxe motor | 1903 | 24,30 | | 4,30 | 1,20 | 80,000 | 5851 | | |
| De Bonte Joost Nederland                                                                                               | Surinamekade | Tjalk | 1907 | 12,70 | | 3,10 | 0,75 | 71,10 m2 | 3490 | meer foto's | |
| De Goede Verwachting Nederland                                                                                         | IJhaven Kop BIM huis                                                                                                   | Tjalk | 1914 | 16,36 | | 3,50 | 0,65 | 100,00 | 5677 | | |
| De Jonge Durk Nederland                                                                                                | IJhaven Westzijde verbindingsdam U                                                                                     | Tjalk | 1909 | 14,26 | | 3,39 | 0,70 | | 3333 | | |
| Disponibel ENI 03051263 Nederland                                                                                      | Surinamekade | Klipper | 1911 | 24,49 | | 5,02 | 1,00 | 134,000 | 2677 | meer foto's | |
| Eems ENI 02718451 Nederland                                                                                            | NDSM Pontonhaven Noord                                                                                                 | Betonningsvaartuig | 1961 | 28.80 x | | 5.86 x | 1.47 | 146 | 2877 | | |
| Fiducie Nederland | Veemkade Voor | Tjalk | 1910 | 17,00 | | 3,95 | 0,80 | 19,000 | 1301 | meer foto's | |
| Geep Ex RPXIV ENI 02328977 Nederland                                                                                   | Sumatrakade | Directievaartuig | 1921 | 15,30 | | 3,50 | 1,30 | | 3150 | meer foto's | |
| George Stephenson IMO 9405045 Kaaimaneilanden                                                                          | IJhaven | Stoomschip | 2013 | 26,20 | | 6,50 | 2,05 | 150 | - | meer foto's | |
| Hartstocht ENI 03030564 Nederland                                                                                      | Surinamekade | Luxe motor | 1928 | 38,54 | | 6,03 | 1,50 | 140,000 | 2126 | meer foto's Nog als Nova Cura                                                                                          | |
| Hendrikus ENI 02103935 Nederland                                                                                       | Sumatrakade | Voetveer | 1959 | 22,00 | | 5,85 | 1,20 | | 5822 | meer foto's | |
| Hollandia Nederland | IJhaven Westzijde verbindingsdam U                                                                                     | Directievaartuig | 1952 | 16,50 | | 4,00 | 1,64 | | 3309 | | |
| Hoop op Welvaart ENI 02313274 Nederland                                                                                | Surinamekade | Klipper | 1906 | 24,70 | | 5,05 | 1,22 | 20,000 | 5009 | | |
| Houthandel II ENI 02102902 Nederland                                                                                   | Surinamekade | Beurtmotor | 1914 | 24,46 | | 4,36 | 1,25 | 69,000 | 544 | meer foto's | |
| Hubertus ENI 03170259 Nederland                                                                                        | Noordwal | Tjalk | 1888 | 22,89 | | 5,16 | 0,80 | | 2574 | meer foto's | |
| Hunze ENI 03800285 Nederland                                                                                           | Javakade | Beurtmotor | 1923 | 26,28 | | 5,30 | 1,30 | 146,000 | 3147 | | |
| Hydra ENI 03030852 Nederland                                                                                           | Surinamekade | Luxe motor | 1930 | 45,57 | | 6,79 | 2,69 | 475,604 | 1766 | | |
| IJveer VIII ENI 02204596 Nederland                                                                                     | Sumatrakade | Veerboot | 1938 | 20,55 | | 5,20 | 1,73 | | 2962 | meer foto's | |
| Imperator ENI 03350401 Nederland                                                                                       | Javakade | Luxe motor | 1913 | 31,95 | | 5,01 | 1,20 | 85,000 | 2819 | meer foto's | |
| Jacoba II ENI 02302737 Nederland                                                                                       | Sumatrakade | Wachtschip | 1913 | 39,80 | | 6,30 | 1,20 | 141,000 | 640 | | |
| Kromme Mijdrecht ENI 03350154 Nederland                                                                                | IJplein | Paviljoentjalk | 1911 | 20,59 | | 3,79 | 0,78 | 10,826 | 3916 | | |
| Lastdrager V ENI 02334691 Nederland                                                                                    | Surinamekade | Beurtmotor | 1903 | 27,50 | | 5,00 | 0,80 | 66,333 | 3404 | meer foto's | |
| Lena Clazina ENI 03030031 Nederland                                                                                    | Javakade | Luxe motor | 1925 | 25 | | 4,20 | 1,10 | 61,136 | 2265 | meer foto's | |
| Linquenda ENI 03041094 Nederland                                                                                       | Veemkade Voor | Tjalk | 1909 | 24,05 | | 5,03 | 1,93 | 141,989 | 1880 | | |
| Neerlandia ENI 02200054 Nederland                                                                                      | IJplein West | Klipper | 1907 | 28,84 | | 6,25 | 1,00 | 156,000 | 1637 | meer foto's | |
| Nieuw Hoorn ENI 03030160 Nederland                                                                                     | Surinamekade | Klipper | 1902 | 40,97 | | 5,49 | 1,40 | | 5821 | meer foto's | |
| Noord Hinder Lichtschip 12 Nederland                                                                                   | IJhaven | Lichtschip | 1963 | 45,40 | | 8,35 | 3,15 | 510 | - | meer foto's | |
| Overwinning ENI 03270340 Nederland                                                                                     | | Tjalk | 1914 | 23,11 | | 4,57 | 0,74 | 17,374 | | | |
| Resnova ENI 02300184 Nederland                                                                                         | Javakade | Luxe Motor | 1915 | 26,01 | | 4,97 | 0,83 | 127 | 2726 | meer foto's | |
| Risico Nederland | Surinamekade | Tjalk | 1902 | 13,17 | | 3,18 | 0,45 | 20.144 | 3537 | | |
| Spes ENI 02102443 Nederland                                                                                            | Surinamekade | Klipper | 1906 | 24,06 | | 4,94 | 0,85 | 56,000 | 2049 | | |
| St. Michaël ENI 02208846 Nederland                                                                                     | Surinamekade | Tjalk | 1911 | 15,74 m | | 3,39 m | 0,50 | 34,629 | 3144 | meer foto's --> | |
| Stânfries X ENI 02300566 Nederland                                                                                     | Surinamekade | Beurtmotor | 1909 | 35,30 | | 5,51 | 1,91 | 165,028 | 2187 | meer foto's | |
| Swift 3 ENI 03030584 Nederland                                                                                         | Veemkade Achter | Beurtschip | 1925 | 24,60 | | 4,52 | 1,30 | 77,000 | 4970 | meer foto's | |
| Terra Nova ENI 03030781 Nederland                                                                                      | Javakade | Luxe Motor | 1929 | 50.00 | | 6,60 | 1,50 | 431 | 959 | meer foto's | |
| Twee Gebroeders Nederland                                                                                              | Surinamekade | Motortjalk | 1896 | 16,00 | | 3,41 | 1,05 | 40,000 | 5433 | meer foto's | |
| Vereeniging III ENI 02209147 Nederland                                                                                 | Sumatrakade | Beurtschip | 1902 | 22,75 | | 4,30 | 1,10 | | 4840 | meer foto's | |
| Vrouwe Elisabeth ENI 02009075 Nederland                                                                                | IJhaven Oost BIM huis                                                                                                  | Klipper | 1912 | 17,03 | | 3,56 | 0,51 | | 1026 | meer foto's | |
| Waddenzee ENI 02718468 Nederland                                                                                       | Ponthaven NDSM Noord                                                                                                   | Betonningsvaartuig | 1959 | 28,80 | | 5,86 | 1,30 | | 3578 | meer foto's | |
| Wii Sille 't Besiikje Nederland                                                                                        | Sumatrakade | Tjalk | 1895 | 14,96 | | 3,50 | 0,90 | | 3316 | meer foto's | |
| Zeven Provinciën ENI 03180009 Nederland                                                                                | Surinamekade | Klipper | 1908 | 22,80 | | 5,30 | 0,80 | 117,000 | | | |
| Ziet Op U Zelven ENI 02100865 Nederland                                                                                | IJhaven Oost U binnen                                                                                                  | Boeier | 1884 | 20,15 | | 4,40 | 1,00 | 38,000 | 1203 | meer foto's | |
| Zuid-Holland ENI 02305019 Nederland                                                                                    | Sumatrakade | Wachtschip | 1912 | 35,40 | | 4,98 | 1,15 | 189 | 1032 | meer foto's - | |

## Varend erfgoed: Sleepboten en opduwers
- RVEN staat voor Register Varend Erfgoed Nederland

| Lijst van deelnemende sleepboten en opduwers (varende monumenten en historische vaartuigen) aan Sail Amsterdam 2025 | Lijst van deelnemende sleepboten en opduwers (varende monumenten en historische vaartuigen) aan Sail Amsterdam 2025 | Lijst van deelnemende sleepboten en opduwers (varende monumenten en historische vaartuigen) aan Sail Amsterdam 2025 | Lijst van deelnemende sleepboten en opduwers (varende monumenten en historische vaartuigen) aan Sail Amsterdam 2025 | Lijst van deelnemende sleepboten en opduwers (varende monumenten en historische vaartuigen) aan Sail Amsterdam 2025 | Lijst van deelnemende sleepboten en opduwers (varende monumenten en historische vaartuigen) aan Sail Amsterdam 2025 | Lijst van deelnemende sleepboten en opduwers (varende monumenten en historische vaartuigen) aan Sail Amsterdam 2025 | Lijst van deelnemende sleepboten en opduwers (varende monumenten en historische vaartuigen) aan Sail Amsterdam 2025 | Lijst van deelnemende sleepboten en opduwers (varende monumenten en historische vaartuigen) aan Sail Amsterdam 2025 | Lijst van deelnemende sleepboten en opduwers (varende monumenten en historische vaartuigen) aan Sail Amsterdam 2025 | Lijst van deelnemende sleepboten en opduwers (varende monumenten en historische vaartuigen) aan Sail Amsterdam 2025 |
| Naam | Ligplaats | Soort schip | Bouwjaar | Lengte (m) | Lengte (m) | Breedte (m) | Diepgang (m) | Vermogen | RVEN nr. | Foto |
| Naam | Ligplaats | Soort schip | Bouwjaar | totaal | romp | Breedte (m) | Diepgang (m) | Vermogen | RVEN nr. | Foto |
| --- | --- | --- | --- | --- | --- | --- | --- | --- | --- | --- |
| Aeternus ENI 03800839 Nederland                                                                                     | Sumatrakade | Sleepboot | 1924 | 18,25 | | 5,25 | 2,20 | 300 pk Deutz | | |
| Akruesda ENI 02001523 Nederland                                                                                     | Sumatrakade | Sleepboot | 1922 | 15,25 | | 4,02 | 1,5 | 120 apk | 3859 | |
| Albert ENI 02323958 Nederland                                                                                       | De Ruijterkade | Sleepboot | 1939 | 14,55 | | 3,86 | 1,75 | 194 apk | 1091 | |
| Albicilla ENI 02100271 Nederland                                                                                    | IJhaven U Oost buitenkant                                                                                           | Sleepboot | 1915 | 17,62 | | 4,21 | 2,1 | 150 apk | | |
| Albus Nederland | | Opduwer | 1932 | 5,00 | | 2,00 | 0,90 | 30 pk | 5715 | |
| Alphecca ENI 02212782 Nederland                                                                                     | Sumatrakade | Sleepboot | 1913 | 23,02 | | 5,82 | 2,90 | 500 pk | 2519 | meer foto's |
| Amazone ENI 02301905 Nederland                                                                                      | IJhaven U Zuid buitenkant                                                                                           | Sleepboot | 1926 | 16 | | 3,75 | 1,8 | 141 apk | 2066 | |
| Amicitia ENI 02326917 Nederland                                                                                     | Oosterdok Steiger 1                                                                                                 | Sleepboot | 1941 | 11,28 | | 3,44 | 1,19 | 80 apk | 2346 | |
| Anna Nederland | Oosterdok Steiger 1                                                                                                 | Opduwer | 1930 | 6,00 | | 1,80 | 0,60 | 12 pk | 3902 | |
| Anna Suzanna Nederland                                                                                              | Oosterdok Marine Etablissement                                                                                      | Opduwer | | | | | | | | |
| Arethusa Nederland                                                                                                  | IJhaven Steiger 1                                                                                                   | Sleepboot | 1927 | 2,00 | | 3,00 | 1,50 | 60 apk | 83 | |
| Arie ENI 03310537 Nederland                                                                                         | Oosterdok Steiger 1                                                                                                 | Sleepboot | 1923 | 8,54 | | 3,10 | 1,50 | 52 apk | 2814 | |
| Arie ENI 02313322 Nederland                                                                                         | Sumatrakade | Sleepboot | 1971 | 24,30 | | 7,22 | 2,77 | 750 apk | 3432 | |
| Assistent ENI 02309000 Nederland                                                                                    | De Ruijterkade | Sleepboot | 1954 | 16,8 | | 4,32 | 2,1 | 172 apk | 2568 | meer foto's |
| Atalanta Nederland                                                                                                  | Oosterdok Steiger 1                                                                                                 | Sleepboot | 1928 | 12,35 | | 3,30 | 1,40 | 90 pk | 1595 | |
| Atina III ENI 02202298 Nederland                                                                                    | De Ruyterkade Steiger                                                                                               | Sleepboot | 1941 | 18,43 | | 4,8 | 1,8 | 150 apk | 24 | meer foto's |
| Aurora ENI 03160098 Nederland                                                                                       | IJhaven U Zuid buitenkant                                                                                           | Sleepboot | 1929 | 14,00 | | 3,33 | 0,97 | 87 apk | 897 | meer foto's |
| Avanti ENI 02306440 Nederland                                                                                       | IJhaven U Zuid buitenkant                                                                                           | Sleepboot | 1941 | 13,63 | | 3,97 | 1,78 | 142 apk | 608 | |
| Avontuur ENI 03010642 Nederland                                                                                     | Entrepothaven | Opduwer | 1896 | 17,79 | | 4,05 | 2,07 | 180 apk | 138 | |
| Beta ENI 02005691 Nederland                                                                                         | Oosterdok Marine Etablissement                                                                                      | Opduwer | 1938 | 6,50 | | 2,10 | 0,90 | 20 pk | 5297 | |
| Betsy ENI 02003015 Nederland                                                                                        | Oosterdok Steiger 1                                                                                                 | Sleepboot | 1914 | 12 | | 2,5 | 1,4 | 120 apk | 5544 | |
| Bia ENI 02014489 Nederland                                                                                          | Sumatrakade | Sleepboot | 1922 | 16,06 | | 3,77 | 1,6 | 40 apk | 143 | meer foto's |
| Bikkel Nederland | Oosterdok Steiger 1                                                                                                 | Sleepboot | 1911 | 11,30 | | 3,20 | 1,25 | 120 pk | 5542 | |
| Bona Spes ENI 02305425 Nederland                                                                                    | Sumatrakade | Sleepboot | 1931 | 7,02 | | 4,25 | 1,55 | 230 apk | 2037 | meer foto's |
| Brittania ENI 03050668 Nederland                                                                                    | Sumatrakade | Sleepboot | 1921 | 16,90 | | 3,70 | 1,45 | 100 apk | 1476 | meer foto's |
| Brutus ENI 02004921 Nederland                                                                                       | Sumatrakade | Sleepboot | 1956 | 17,2 | | 4,50 | 1,80 | 180 apk | - | |
| Cito ENI 02305957 Nederland                                                                                         | IJhaven U Zuid buitenkant                                                                                           | Sleepboot | 1903 | 15,83 | | 3,98 | 1,90 | 120 apk | 388 | |
| Copula ENI 03120009 Nederland                                                                                       | Sumatrakade | Sleepboot | 1930 | 17,1 | | 4,29 | 1,84 | 80 pk | 2870 | |
| Corry ENI 03020256 Nederland                                                                                        | Oosterdok Marine Etablissement                                                                                      | Sleepboot | 1919 | 14,12 | | 3,43 | 1,5 | 105 apk | 2123 | meer foto's |
| Corsy ENI 02335251 Nederland                                                                                        | Sumatrakade | Sleepboot | 1924 | 15,08 | | 3,77 | 1,90 | 175 apk | 43 | |
| Credo ENI 02304946 Nederland                                                                                        | IJhaven U zuid buitenkant                                                                                           | Sleepboot | 1930 | 14,04 | | 3,35 | 1,2 | 85 apk | 553 | Nog als Knillis |
| Cycloop ENI 02316297 Nederland                                                                                      | Oosterdok Steiger 1                                                                                                 | Sleepboot | 1952 | 12,15 | | 3,22 | 1,14 | 125 apk | 2296 | |
| D'Ouwe Manus ENI 02208766 Nederland                                                                                 | IJhaven U Zuid buitenkant                                                                                           | Sleepboot | 1921 | 14,48 | | 3,78 | 1,65 | 120 apk | 1497 | meer foto's |
| Daedalus ENI 03110347 Nederland                                                                                     | | Sleepboot | 1927 | 11.80 | | 3,00 | 1.02 | 60 apk | 5473 | |
| David ENI 02002241 Nederland                                                                                        | De Ruijterkade | Sleepboot | 1947 | 18,53 | | 4,88 | 2,20 | 240 pk | 1571 | meer foto's |
| Deun ENI 02002145 Nederland                                                                                         | IJhaven U Zuid buitenkant                                                                                           | Sleepboot | 1932 | 15,51 | | 4,13 | 1,6 | 120 apk | 1368 | meer foto's |
| Dickens ENI 02004700 Nederland                                                                                      | IJhaven U Zuid buitenkant                                                                                           | Sleepboot | 1922 | 15,15 | | 3,76 | 1,5 | 230 apk | 39 | meer foto's |
| Diewertje Nederland                                                                                                 | Oosterdok Marine Etablissement                                                                                      | Opduwer | 1930 | 5,44 | | 1,62 | 0,70 | 23 | 3343 | |
| Dockyard V ENI 02309762 Nederland                                                                                   | IJhaven U West dam                                                                                                  | Stoomsleepboot | 1942 | 25,10 | | 6,24 | 2,90 | 500 ipk | | meer foto's |
| Dolfijn ENI 02013632 Nederland                                                                                      | Oosterdok Steiger 1                                                                                                 | Sleepboot | 1936 | 13,18 | | 3,04 | 0,85 | 100 apk | 864 | meer foto's |
| Door Vertrouwen ENI 03030067 Nederland                                                                              | Oosterdok | Sleepboot | 1926 | 12.42 | | 3,23 | 1,30 | 140 pk | 2036 | Nog als Nelleke |
| Eems ENI 02201921 Nederland                                                                                         | Ponthaven NDSM terrein Noord                                                                                        | Sleepboot | 1939 | 19,50 x | | 5,10 x | 2,30 | 200 apk | 1435 | |
| Elbe IMO 5100427 ENI 02717927 Nederland                                                                             | De Ruijterkade Steiger Oost                                                                                         | Sleepboot | 1959 | 58,09 | | 11,23 | 5,44 | 2740 pk | 2751 | meer foto's |
| En Avant ENI 02332032 Nederland                                                                                     | Oosterdok Steiger 1                                                                                                 | Sleepboot | 1929 | 14,03 | | 3,81 | 1,3 | 60 apk | 2636 | meer foto's |
| Epsilon ENI 02004298 Nederland                                                                                      | Oosterdok Steiger 1                                                                                                 | Sleepboot | 1920 | 13,50 | | 3,20 | 1,40 | 60 apk | 199 | |
| Eveline ENI 03250259 Nederland                                                                                      | De Ruyterkade Steiger                                                                                               | Sleepboot | 1924 | 15,45 | | 3,64 | 1,6 | 120 pk | 1643 | meer foto's |
| Fe-Ja ENI 02304958 Nederland                                                                                        | Sumatrakade | Sleepboot | 1930 | 17,04 | | 4,32 | 1,8 | 135 apk | 203 & 553 | meer foto's |
| Fryslân Nederland                                                                                                   | Sumatrakade | Sleepboot | 1940 | 16,96 | | 4,15 | 1,8 | 150 apk | 3484 | |
| Furie IMO 5153632 ENI 02715590 Nederland                                                                            | De Ruijterkade | Stoomsleepboot | 1916 | 30,26 | | 6,48 | 3,68 | 450 ipk | 543 | meer foto's |
| Furie ENI 03340136 Nederland                                                                                        | Sumatrakade | Sleepboot | 1955 | 17,85 | | 4,82 | 2,1 | 425 apk | 5295 | |
| Ger-Ant ENI 03031245 Nederland                                                                                      | Oosterdok Steiger 1                                                                                                 | Sleepboot | 1934 | 10 | | 2,97 | 0,9 | 110 apk | 1375 | meer foto's |
| Gerrie ENI 03050646 Nederland                                                                                       | Oosterdok Marine Etablissement                                                                                      | Sleepboot | 1907 | 14,30 | | 3,94 | 1,10 | 40 pk | 2474 | |
| Haddock ENI 03050824 Nederland                                                                                      | Oosterdok Marine Etablissement                                                                                      | Sleepboot | 1926 | 14,10 | | 3,18 | 1,70 | 80 apk | 231 | |
| Harmonie Nederland                                                                                                  | Oosterdok Marine Etablissement                                                                                      | Opduwer | 1920 | 6,00 | | 2,00 | 0,70 | 14 pk | | |
| Harmonie Sr ENI 03031144 Nederland                                                                                  | Oosterdok Steiger 1                                                                                                 | Sleepboot | 1939 | 11,20 | | 3,25 | 1,50 | 100 apk | 84 | meer foto's |
| Helena Nederland | IJhaven U Zuid buitenkant                                                                                           | Sleepboot | 1939 | 15,97 | | 4,12 | 1,96 | 172 apk | 1641 | |
| Hercules ENI 02007991 Nederland                                                                                     | Sumatrakade | Stoomsleper | 1915 | 21,70 | | 5,22 | 2,60 | 250 ipk | - | meer foto's |
| Herres Nederland | Oosterdok Marine Etablissement                                                                                      | Sleepboot | 1926 | 14 | | 3,48 | 1,13 | 142 apk | 790 | |
| Hester Nederland | Oosterdok Marine Etablissement                                                                                      | Sleepboot | 1918 | 15,27 | | 3,55 | 1,3 | 115 apk | 383 | |
| Hoi Nederland | Oosterdok Marine Etablissement                                                                                      | Sleepboot | 1938 | 13,30 | | 3,00 | 1,10 | 40 apk | 5181 | |
| Hollander ENI 02317126 Nederland                                                                                    | IJhaven U Zuid buitenkant                                                                                           | Sleepboot | 1924 | 5,45 | | 4,2 | 1,8 | 85 apk | 3573 | meer foto's |
| Hugo ENI 02010156 Nederland                                                                                         | Steiger De Ruyterkade                                                                                               | Stoomsleper | 1929 | 18,50 | | 5,20 | 2,35 | 150 ipk | | |
| HZ 8 ENI 03230344 Nederland                                                                                         | Oosterdok Marine Etablissement                                                                                      | Sleepboot | 1929 | 12,98 | | 3,42 | 1,4 | 60 apk | 18 | meer foto's |
| Ideaal ENI 02209728 Nederland                                                                                       | IJhaven U Zuid | Sleepboot | 1932 | 12,65 | | 3,26 | 1,04 | 75 pk | 567 | |
| Isala Nederland | Sumatrakade | Sleepboot | 1914 | 17,09 | | 3,65 | 1,70 | 110 apk | 3960 | [[Bestand:\|150px]] meer foto's                                                                                     |
| Jacoba II ENI 03020990 Nederland                                                                                    | Oosterdok Steiger 1                                                                                                 | Sleepboot | 1953 | 13,18 | | 3,95 | 1,6 | 100 apk | 646 | meer foto's |
| Jade Nederland | IJhaven U Zuid buitenkant                                                                                           | Sleepboot | 1935 | 13 | | 3,20 | 1,30 | 120 apk | 5063 | |
| Jannes Nederland | Oosterdok Steiger 1                                                                                                 | Sleepboot | 1913 | 13,2 | | 3,2 | 1,6 | 165 apk | 234 | |
| Jantje 3 ENI 02338889 Nederland                                                                                     | | Sleepboot | 1950 | 9,50 | | 2,40 | 1,20 | 41 apk | 5883 | |
| Julienne ENI 02720306 Nederland                                                                                     | Oosterdok Steiger 1                                                                                                 | Sleepboot | 1938 | 2,41 | | 3,6 | 1,5 | 60 apk | 272 | meer foto's |
| Knilles ENI 02001580 Nederland                                                                                      | Sumatrakade | Sleepboot | 1935 | 14,05 | | 3,75 | 1,60 | 200 apk | 1376 | |
| Kobus Nederland | IJhaven U Zuid buitenkant                                                                                           | Sleepboot | 1946 | 15,26 | | 3,36 | 0,95 | 120 | 5062 | |
| Koloniën ENI 03340115 Nederland                                                                                     | Oosterdok Steiger 1                                                                                                 | Sleepboot | 1913 | 12,2 | | 2,74 | 1,65 | 40 apk | 82 | meer foto's |
| Kornelis Jr. ENI 02333395 Nederland                                                                                 | Surinamekade | Sleepboot | 1973 | 19,50 | | 4,50 | 1,45 | 2x 168 pk | 3565 | |
| Lambert ENI 07001720 Nederland                                                                                      | Sumatrakade | Sleepboot | 1930 | 28,01 | | 5,70 | 1,79 | 480 apk | 3574 | meer foto's |
| Lara ENI 02005223 Nederland                                                                                         | Oosterdok Marine Etablissement                                                                                      | Sleepboot | 1926 | 14,58 | | 3,25 | 1,50 | 97 apk | 1968 | meer foto's |
| Lara ENI 02007678 Nederland                                                                                         | IJhaven U Oost achter (gesloten)                                                                                    | Sleepboot | 1931 | 14,5 | | 3,66 | 1,5 | 105 apk | 1593 | |
| Maas IV ENI 02308735 Nederland                                                                                      | Oosterdok Marine Etablissement                                                                                      | Sleepboot | 1927 | 13,13 | | 3,48 | 1,35 | 105 apk | 266 | meer foto's |
| Maasstroom Nederland                                                                                                | IJhaven U Zuid buitenkant                                                                                           | Sleepboot | 1923 | 15,16 | | 3,75 | 1,5 | 135 apk | 267 | meer foto's |
| Maderi ENI 02306611 ENI 02309686 Nederland                                                                          | Oosterdok Marine Etablissement                                                                                      | Sleepboot | 1917 | 13,76 | | 3,10 | 1,55 | 60 apk | 1872 | |
| Margaretha ENI 02002149 Nederland                                                                                   | Surinamekade | Sleepboot | 1886 | 13,8 | | 3,3 | 1,33 | 100 apk | 5763 | |
| Marie Louis III Nederland                                                                                           | Oosterdok Steiger 1                                                                                                 | Sleepboot | 1929 | 10,50 | | 3,55 | 1,20 | 200 apk | 2925 | meer foto's |
| Morgenster ENI 02013635 Nederland                                                                                   | Oosterdok Steiger 1                                                                                                 | Sleepboot | 1942 | 12,7 | | 3,45 | 1,5 | 125 apk | 747 | meer foto's |
| Nautica ENI 02307885 Nederland                                                                                      | Oosterdok Marine Etablissement                                                                                      | Sleepboot | 1921 | 14,20 | | 3,10 | 1,15 | 238 apk | 478 | meer foto's |
| Neeltje Jacoba ENI 02336863 Nederland                                                                               | IJhaven U Zuid | Sleepboot | 1908 | 14,50 | | 4,00 | 1,65 | 100 apk | | |
| Nieuwedok ENI 02003694 Nederland                                                                                    | Oosterdok Marine Etablissement                                                                                      | Sleepboot | 1928 | 13,65 | | 3,57 | 1,28 | 140 apk | 3441 | |
| Norway ENI 02010483 Nederland                                                                                       | Steiger De Ruijterkade Oost                                                                                         | Sleepboot | 1948 | 17,88 | | 4,50 | 2,30 | 275 apk | 2313 | |
| Nostalgie ENI 03320125 Nederland                                                                                    | Steiger De Ruijterkade Oost                                                                                         | Sleepboot | 1904 | 18,6 | | 4,2 | 1,85 | 110 apk | 64 | meer foto's |
| Nova Cura ENI 02202282 Nederland                                                                                    | Sumatrakade | Sleepboot | 1941 | 17,22 | | 4,44 | 1,49 | 200 apk | 294 | meer foto's |
| Opsteker ENI 02016206 Nederland                                                                                     | Oosterdok Marine Etablissement                                                                                      | Opduwer | 1910 | 4,35 | | 1,53 | 0,70 | 6 pk | 30 | meer foto's |
| Orca Nederland | IJhaven U Oost achter (besloten)                                                                                    | Sleepboot | 1955 | 11,92 | | 3,45 | 1,6 | 120 apk | 3260 | meer foto's |
| Oude Dok ENI 02003695 Nederland                                                                                     | Oosterdok Marine Etablissement                                                                                      | Sleepboot | 1926 | 10,6 | | 2,55 | 1,05 | 44 apk | 4004 | |
| Oude Waal 3 ENI 02324025 Nederland                                                                                  | Oosterdok Marine Etablissement                                                                                      | Sleepboot | 1942 | 15,25 | | 4,2 | 2,21 | 120 apk | 300 | meer foto's |
| Oude Waal 8 ENI 02005666 Nederland                                                                                  | Oosterdok Marine Etablissement                                                                                      | Sleepboot | 1931 | 1,20 | | 3 | 0,95 | 65 apk | 1621 | |
| Paraat ENI 02002482 Nederland                                                                                       | Surinamekade | Sleepboot | 1950 | 16,37 | | 4,29 | 1,80 | 160 apk | 2368 | |
| Pergo Nederland | IJhaven U Zuid buitenkant                                                                                           | Sleepboot | 1921 | 15,58 | | 3,74 | 1,6 | 168 apk | 570 | |
| Pionier ENI 02307483 Nederland                                                                                      | De Ruijterkade | Sleepboot | 1914 | 13,2 | | 3,37 | 1,75 | 116 apk | 794 | |
| Pipa ENI 02014128 Nederland                                                                                         | Oosterdok Steiger 1                                                                                                 | Sleepboot | 1926 | 7,95 | | 2,25 | 0,90 | 115 apk | 1887 | |
| Poolster ENI 02300573 Nederland                                                                                     | Surinamekade | Sleepboot | 1924 | 18,36 | | 4,57 | 1,9 | 150 apk | 164 | meer foto's |
| Poolster Nederland                                                                                                  | Oosterdok Steiger 1                                                                                                 | Sleepboot | 1939 | 12,08 | | 3,3 | 1,32 | 140 pk | 2354 | |
| Rixt ENI 03030918 Nederland                                                                                         | IJhaven U Zuid buitenkant                                                                                           | Sleepboot | 1930 | 15,7 | | 4,23 | 1,5 | 350 apk | 2609 | |
| Roek ENI 02101735 Nederland                                                                                         | Steiger De Ruijterkade Oost                                                                                         | Stoomsleepboot | 1930 | 20,25 | | 5,10 | 2,20 | 160 ipk | 589 | meer foto's |
| Rosa ENI 03050722 Nederland                                                                                         | Surinamekade | Sleepboot | 1912 | 18,8 | | 4,33 | 2,35 | 240 apk | 743 | meer foto's |
| Samofa Nederland | Oosterdok Marine Etablissement                                                                                      | Opduwer | 1933 | 5,60 | | 1,80 | 0,80 | 28 | 3117 | |
| Scheelenkuhlen ENI 02509196 ENI 02334719 Nederland                                                                  | Steiger De Ruijterkade Oost                                                                                         | Stoomsleper | 1927 | 21,4 | | 5,61 | 2 | 220 ipk | | meer foto's |
| Shallow ENI 02317058 Nederland                                                                                      | Surinamekade | Sleepboot | 1939 | 16,75 | | 4,50 | 2,10 | 360 apk | 4747 | |
| Siem ENI 02000525 Nederland                                                                                         | Surinamekade | Sleepboot | 1927 | 13,88 | | 3,40 | 1,28 | 60 apk | 1891 | |
| Simson Nederland | Oosterdok Marine Etablissement                                                                                      | Opduwer | 1935 | 5 | | 1,75 x | 0,75 | 18 | 895 | |
| Sirene B Nederland                                                                                                  | Oosterdok Marine Etablissement                                                                                      | Opduwer | 1920 | 6.20 | | 1.85 | 1.10 | 20 pk | 2458 | |
| Spartan Nederland                                                                                                   | Surinamekade | Sleepboot | 1949 | 13,31 | | 3,48 | 1,5 | 80 apk | 1264 | |
| Spes ENI 02306799 Nederland                                                                                         | IJhaven U Zuid buitenkant                                                                                           | Sleepboot | 1946 | 17,33 | | 4,72 | 2 | 485 apk | | meer foto's |
| St John ENI 02304861 Nederland                                                                                      | | Sleepboot | 1930 | 20,15 | | 5,04 | 1,85 | 480 apk | 3108 | |
| Stapper ENI 02015758 Nederland                                                                                      | Oosterdok Steiger 1                                                                                                 | Sleepboot | 1902 | 2.4 | | 3.45 | 1.2 | 75 apk | 3103 | |
| Stella ENI 02211557 Nederland                                                                                       | Surinamekade | Sleepboot | 1929 | 14 | | 3,29 | 1,44 | 168 apk | 325 | |
| Stoffel Nederland                                                                                                   | Oosterdok Marine Etablissement                                                                                      | Opduwer | 1945 | 6.00 | | 2.00 | 0.80 | 15 pk | 3157 | meer foto's |
| Ternura Nederland                                                                                                   | Oosterdok Marine Etablissement                                                                                      | Opduwer | 1932 | 4.80 | | 1.70 | 0.90 | 18 pk | 3998 | |
| Thalassa ENI 03031586 Nederland                                                                                     | IJhaven U Zuid Veemkade                                                                                             | Sleepboot | 1919 | 17.62 | | 4.44 | 1.96 | 200 apk | 779 | |
| Theodora ENI 02001588 Nederland                                                                                     | Surinamekade | Sleepboot | 1924 | 15,15 | | 4,15 | 1,35 | 127 apk | 738 | meer foto's |
| Tigris Nederland | Oosterdok Marine Etablissement                                                                                      | Opduwer | 1936 | 5.10 | | 1.70 | 0.75 | 8 | 5874 | |
| Triton ENI 03020813 Nederland                                                                                       | Surinamekade | Sleepboot | 1925 | 18,35 | | 4,56 | 2,15 | 100 apk | 37 | meer foto's |
| Truy ENI 023.22270 Nederland                                                                                        | Steiger De Ruyterkade                                                                                               | Sleepboot | 1938 | 17,30 | | 3,76 | 1,43 | 168 apk | | |
| Typhoon Nederland                                                                                                   | Surinamekade | Sleepboot | 1958 | 12.17 | | 3.45 | 1.10 | 168 pk | 3481 | |
| Verona ENI 02308755 Nederland                                                                                       | IJhaven U Oost achter (gesloten)                                                                                    | Sleepboot | 1953 | 15 | | 3,5 | 1,8 | 120 apk | 3361 | |
| Volharding Nederland                                                                                                | Oosterdok Marine Etablissement                                                                                      | Opduwer | 1930 | 8 | | 2.2 | 0.70 | 30 apk | 2220 | |
| Volharding 1 ENI 02101615 Nederland                                                                                 | Steiger De Ruijterkade                                                                                              | Stoomsleepboot | 1929 | 20.25 | | 4.89 | 1.81 | 174 ipk | 531 | meer foto's |
| Volharding 7 ENI 02309274 Nederland                                                                                 | Oosterdok Steiger 1                                                                                                 | Sleepboot | 1955 | 12,24 | | 3,34 | 1,80 | 80 apk | 4863 | |
| Voorwaarts ENI 02317309 Nederland                                                                                   | IJhaven U Zuid buitenkant                                                                                           | Sleepboot | 1939 | 12,01 | | 3,7 | 1,4 | 110 apk | 49 | meer foto's, oude naam Tismijn                                                                                      |
| Weltevreden V ENI 02309675 Nederland                                                                                | Sumatrakade | Sleepboot | 1920 | 11,2 | | 2,9 | 0,98 | 120 apk | 292 | |
| Werkspoor IV ENI 02005127 Nederland                                                                                 | Surinamekade | Sleepboot | 1924 | 15,22 | | 3,31 | 1,25 | 100 apk | 87 | meer foto's |
| Westerdok Nederland                                                                                                 | Surinamekade | Sleepboot | 1954 | 17,48 | | 4,35 | 1,83 | 150 apk | 3148 | |
| Wieringen Nederland                                                                                                 | IJhaven U Zuid buitenkant                                                                                           | Sleepboot | 1940 | 5,4 | | 3,6 | 1,51 | 96 apk | 22 | |
| Wieta ENI 02003220 Nederland                                                                                        | | Sleepboot | 1920 | 13,7 | | 3,14 | 1,3 | 105 apk | 3 | |
| Wilhelmina ENI 02102092 Nederland                                                                                   | Oosterdok Marine Etablissement                                                                                      | Sleepboot | 1916 | 14,37 | | 3,77 | 1,75 | 150 pk | 2323 | |
| Willem ENI 02001299 Nederland                                                                                       | Sumatrakade | Sleepboot | 1930 | 18 | | 4,68 | 2,1 | 350 apk | 2319 | meer foto's |
| Wodan ENI 03031182 Nederland                                                                                        | De Ruyterkade | Sleepboot | 1915 | 16,19 | | 4,23 | 1,8 | 100 apk | 900 | |
| Wolga ENI 02302772 Nederland                                                                                        | IJhaven U Zuid buitenkant                                                                                           | Sleepboot | 1914 | 12,66 | | 3,29 | 1,87 | 105 apk | 368 | meer foto's |
| Zeehond ENI 02310730 Nederland                                                                                      | IJhaven U kop buitenkant                                                                                            | Sleepboot | 1958 | 12,92 | | 3,94 | 1,25 | 120 apk | 5031 | meer foto's |
| Zuiderzee ENI 02100134 Nederland                                                                                    | Sumatrakade | Sleepboot | 1922 | 18,93 | | 4,34 | 1,91 | 230 apk | 3829 | |

## Varend erfgoed: Schottelboten
- RVEN staat voor Register Varend Erfgoed Nederland.

| Lijst van deelnemende schepen van de Vereniging “De Schottelboot” aan Sail Amsterdam 2025 | Lijst van deelnemende schepen van de Vereniging “De Schottelboot” aan Sail Amsterdam 2025 | Lijst van deelnemende schepen van de Vereniging “De Schottelboot” aan Sail Amsterdam 2025 | Lijst van deelnemende schepen van de Vereniging “De Schottelboot” aan Sail Amsterdam 2025 | Lijst van deelnemende schepen van de Vereniging “De Schottelboot” aan Sail Amsterdam 2025 | Lijst van deelnemende schepen van de Vereniging “De Schottelboot” aan Sail Amsterdam 2025 | Lijst van deelnemende schepen van de Vereniging “De Schottelboot” aan Sail Amsterdam 2025 | Lijst van deelnemende schepen van de Vereniging “De Schottelboot” aan Sail Amsterdam 2025 | Lijst van deelnemende schepen van de Vereniging “De Schottelboot” aan Sail Amsterdam 2025 | Lijst van deelnemende schepen van de Vereniging “De Schottelboot” aan Sail Amsterdam 2025 |
| Naam                                                                                      | Ligplaats                                                                                 | Soort schip                                                                               | Bouwjaar                                                                                  | Lengte (m)                                                                                | Breedte (m)                                                                               | Diepgang (m)                                                                              | RVEN nr.                                                                                  | Foto                                                                                      |                                                                                           |
| ----------------------------------------------------------------------------------------- | ----------------------------------------------------------------------------------------- | ----------------------------------------------------------------------------------------- | ----------------------------------------------------------------------------------------- | ----------------------------------------------------------------------------------------- | ----------------------------------------------------------------------------------------- | ----------------------------------------------------------------------------------------- | ----------------------------------------------------------------------------------------- | ----------------------------------------------------------------------------------------- | ----------------------------------------------------------------------------------------- |
| Argos Ex RP50 Nederland                                                                   | Oosterdok Marine Etablissement                                                            | Schottelboot Type 12                                                                      | 1961                                                                                      | 12,50                                                                                     | 3,40                                                                                      | 1,20                                                                                      | 5625                                                                                      |                                                                                           |                                                                                           |
| Ariane Ex RP23 Nederland                                                                  | Oosterdok Marine Etablissement                                                            | Schottelboot Type 15                                                                      | 1980                                                                                      | 15,36                                                                                     | 3,80                                                                                      | 1,25                                                                                      | 5465                                                                                      |                                                                                           |                                                                                           |
| Ariën Ex RP28/P28 Nederland                                                               | Surinamekade                                                                              | Schottelboot Type 15                                                                      | 1975                                                                                      | 15,75                                                                                     | 3,83                                                                                      | 1,15                                                                                      | 5820                                                                                      |                                                                                           |                                                                                           |
| Benguela Ex RP57 / P57 Nederland                                                          | Surinamekade                                                                              | Schottelboot Type 15                                                                      | 1982                                                                                      | 15,36                                                                                     | 3,78                                                                                      | 1,20                                                                                      | 5771                                                                                      |                                                                                           |                                                                                           |
| Berkel Nederland                                                                          | Oosterdok Marine Etablissement                                                            | Schottelboot Type 10                                                                      | 1972                                                                                      | 10,80                                                                                     | 3,20                                                                                      | 1,30                                                                                      | -                                                                                         |                                                                                           |                                                                                           |
| Bootsman Ex RP35 Nederland                                                                | Oosterdok Marine Etablissement                                                            | Schottelboot Type 12                                                                      | 1977                                                                                      | 12,90                                                                                     | 3,40                                                                                      | 1,10                                                                                      | 5403                                                                                      |                                                                                           |                                                                                           |
| De Stoere Ex Recherche III Nederland                                                      | Oosterdok Marine Etablissement                                                            | Schottelboot Type 10                                                                      | 1971                                                                                      | 10,80                                                                                     | 3,20                                                                                      | 1,45                                                                                      | 5126                                                                                      |                                                                                           |                                                                                           |
| Forelle Ex WSP31 Nederland                                                                | Oosterdok Marine Etablissement                                                            | Schottelboot Type 14                                                                      | 1963                                                                                      | 14,90                                                                                     | 3,50                                                                                      | 1,55                                                                                      | 2385                                                                                      |                                                                                           |                                                                                           |
| Hatchi Ex Schoonhoven / RWS37 Nederland                                                   | Oosterdok Marine Etablissement                                                            | Schottelboot Type 14                                                                      | 1963                                                                                      | 14,40                                                                                     | 3,70                                                                                      | 1,25                                                                                      | 5480                                                                                      |                                                                                           |                                                                                           |
| Hugo Ex RP26, P26, SPN03 Nederland                                                        | Oosterdok Marine Etablissement                                                            | Schottelboot Type 15                                                                      | 1975                                                                                      | 15,75                                                                                     | 3,83                                                                                      | 1,05                                                                                      | 5428                                                                                      |                                                                                           |                                                                                           |
| Kim Ex Spido 4 Nederland                                                                  | Oosterdok Marine Etablissement                                                            | Schottelboot Type 12                                                                      | 1959                                                                                      | 12,50                                                                                     | 3,80                                                                                      | 1,50                                                                                      | 5627                                                                                      |                                                                                           |                                                                                           |
| Marman Ex RP22 Nederland                                                                  | Oosterdok Marine Etablissement                                                            | Schottelboot Type 15                                                                      | 1976                                                                                      | 15,36                                                                                     | 3,80                                                                                      | 1,20                                                                                      | 5463                                                                                      |                                                                                           |                                                                                           |
| Meerkoet Nederland                                                                        | Oosterdok Marine Etablissement                                                            | Schottelboot Type 12                                                                      | 1956                                                                                      | 12,90                                                                                     | 3,40                                                                                      | 1,15                                                                                      | 5424                                                                                      |                                                                                           |                                                                                           |
| Merwede Nederland                                                                         | Oosterdok Marine Etablissement                                                            | Schottelboot                                                                              | 1957                                                                                      | 9,50                                                                                      | 3,30                                                                                      | 1,35                                                                                      | -                                                                                         |                                                                                           |                                                                                           |
| Noordsvaarder Ex RP30/P84 Nederland                                                       | Surinamekade                                                                              | Schottelboot Type 15                                                                      | 1978                                                                                      | 15,36                                                                                     | 3,80                                                                                      | 1,10                                                                                      | 5626                                                                                      | meer foto's                                                                               |                                                                                           |
| Orka Ex RP17 Nederland                                                                    | Oosterdok Marine Etablissement                                                            | Schottelboot Type 15                                                                      | 1974                                                                                      | 15,75                                                                                     | 3,96                                                                                      | 1,20                                                                                      | 5402                                                                                      |                                                                                           |                                                                                           |
| Ostrea Ex Tureluur Nederland                                                              | Oosterdok Marine Etablissement                                                            | Schottelboot Type 10                                                                      | 1970                                                                                      | 10,80                                                                                     | 3,20                                                                                      | 1,30                                                                                      | -                                                                                         |                                                                                           |                                                                                           |
| RP8 Ex RP81 / P81 Nederland                                                               | Oosterdok Marine Etablissement                                                            | Schottelboot Type 14                                                                      | 1966                                                                                      | 14,40                                                                                     | 3,70                                                                                      | 1,20                                                                                      | 5429                                                                                      |                                                                                           |                                                                                           |
| RP12 Ex RP91 / P 91 Nederland                                                             | Surinamekade                                                                              | Schottelboot Type 14                                                                      | 1970                                                                                      | 14,40                                                                                     | 3,70                                                                                      | 1,10                                                                                      | 5400                                                                                      |                                                                                           |                                                                                           |
| RP14 Nederland                                                                            | Oosterdok Marine Etablissement                                                            | Schottelboot Type 14                                                                      | 1962                                                                                      | 14,40                                                                                     | 3,70                                                                                      | 1,25                                                                                      | 5479                                                                                      |                                                                                           |                                                                                           |
| RP47 Ex RV175 / Zeeburg Nederland                                                         | Surinamekade                                                                              | Schottelboot Type 15                                                                      | 1977                                                                                      | 15,36                                                                                     | 3,78                                                                                      | 1,10                                                                                      | 5483                                                                                      |                                                                                           |                                                                                           |
| RP59 Nederland                                                                            | Oosterdok Marine Etablissement                                                            | Schottelboot Type 15                                                                      | 1977                                                                                      | 15,36                                                                                     | 3,80                                                                                      | 1,10                                                                                      | 5399                                                                                      |                                                                                           |                                                                                           |
| RP60 Nederland                                                                            | Oosterdok Marine Etablissement                                                            | Schottelboot Type 10                                                                      | 1969                                                                                      | 10,80                                                                                     | 3,20                                                                                      | 1,25                                                                                      | 4842                                                                                      |                                                                                           |                                                                                           |
| Stormmeeuw Nederland                                                                      | Oosterdok Marine Etablissement                                                            | Schottelboot Type 12                                                                      | 1974                                                                                      | 12,70                                                                                     | 3,80                                                                                      | 1,10                                                                                      | 5683                                                                                      |                                                                                           |                                                                                           |
| Swaen Ex RP31 Nederland                                                                   | Oosterdok Marine Etablissement                                                            | Schottelboot Type 12                                                                      | 1955                                                                                      | 12,50                                                                                     | 3,40                                                                                      | 1,00                                                                                      | 5481                                                                                      |                                                                                           |                                                                                           |
| Tjerk Hiddes Ex Jutta 3 Nederland                                                         | Oosterdok Marine Etablissement                                                            | Schottelboot Type 12                                                                      | 1967                                                                                      | 12,50                                                                                     | 3,60                                                                                      | 1,35                                                                                      | 5582                                                                                      |                                                                                           |                                                                                           |
| Tolkamer Ex RV172 Nederland                                                               | Oosterdok Marine Etablissement                                                            | Schottelboot Type 12                                                                      | 1960                                                                                      | 12,88                                                                                     | 3,70                                                                                      | 1,33                                                                                      | 5482                                                                                      |                                                                                           |                                                                                           |
| Y Ex RP68 Nederland                                                                       | Oosterdok Marine Etablissement                                                            | Schottelboot Type 12                                                                      | 1977                                                                                      | 12,90                                                                                     | 3,40                                                                                      | 1,10                                                                                      | -                                                                                         |                                                                                           |                                                                                           |
| Zaan Ex RP68 Nederland                                                                    | Oosterdok Marine Etablissement                                                            | Schottelboot Type                                                                         | 1949                                                                                      | 13,40                                                                                     | 3,50                                                                                      | 1,35                                                                                      | 2702                                                                                      |                                                                                           |                                                                                           |

## Varend erfgoed: Reddingboten
- RVEN staat voor Register Varend Erfgoed Nederland.

| Lijst van deelnemende reddingboten (varende monumenten en historische vaartuigen), aan Sail Amsterdam 2025 | Lijst van deelnemende reddingboten (varende monumenten en historische vaartuigen), aan Sail Amsterdam 2025 | Lijst van deelnemende reddingboten (varende monumenten en historische vaartuigen), aan Sail Amsterdam 2025 | Lijst van deelnemende reddingboten (varende monumenten en historische vaartuigen), aan Sail Amsterdam 2025 | Lijst van deelnemende reddingboten (varende monumenten en historische vaartuigen), aan Sail Amsterdam 2025 | Lijst van deelnemende reddingboten (varende monumenten en historische vaartuigen), aan Sail Amsterdam 2025 | Lijst van deelnemende reddingboten (varende monumenten en historische vaartuigen), aan Sail Amsterdam 2025 | Lijst van deelnemende reddingboten (varende monumenten en historische vaartuigen), aan Sail Amsterdam 2025 | Lijst van deelnemende reddingboten (varende monumenten en historische vaartuigen), aan Sail Amsterdam 2025 |
| Naam | Ligplaats                                                                                                  | Soort schip                                                                                                | Bouwjaar                                                                                                   | Lengte (m)                                                                                                 | Breedte (m)                                                                                                | Diepgang (m)                                                                                               | RVEN nr.                                                                                                   | Foto |
| --- | --- | --- | --- | --- | --- | --- | --- | --- |
| Bernard van Leer ENI 02710365 Nederland                                                                    | Sumatrakade                                                                                                | Reddingboot                                                                                                | 1965 | 20,37 | 4,15 | 1,40 | 3259 | meer foto's                                                                                                |
| Cornelius Zwaan Nederland                                                                                  | Sumatrakade                                                                                                | Reddingboot                                                                                                | 1982 | 9,70 | 3,33 | 0,75 | 3379 | |
| De Zeemanspot ENI 02709344 Nederland                                                                       | Sumatrakade                                                                                                | Reddingboot                                                                                                | 1972 | 21,05 | 4,64 | 1,50 | 3377 | |
| Dorus Rijkers ENI 02204615 Nederland                                                                       | Sumatrakade                                                                                                | Reddingboot                                                                                                | 1923 | 18,25 | 4,50 | 1,38 | 1342 | meer foto's                                                                                                |
| Hilda Nederland                                                                                            | Sumatrakade                                                                                                | Reddingboot                                                                                                | 1922 | 15.50 | 4.25 | 1.20 | 2759 | |
| Insulinde ENI 03800554 Nederland                                                                           | Sumatrakade                                                                                                | Reddingboot                                                                                                | 1927 | 18,80 | 4,05 | 1,45 | 1916 | meer foto's                                                                                                |
| Javazee ENI 02709347 Nederland                                                                             | Sumatrakade                                                                                                | Reddingboot                                                                                                | 1967 | 21,05 | 4,64 | 1,50 | 3129 | meer foto's                                                                                                |
| Johanna Louisa ENI 02709338 Nederland                                                                      | Sumatrakade                                                                                                | Reddingboot                                                                                                | 1968 | 20,37 | 4,15 | 1,40 | 3374 | meer foto's                                                                                                |
| Komer Nederland                                                                                            | Sumatrakade                                                                                                | Reddingboot                                                                                                | 1968 | 13,00 | 3,65 | 1,15 | 5199 | |
| Koningin Juliana ENI 02709343 Nederland                                                                    | Sumatrakade                                                                                                | Reddingboot                                                                                                | 1963 | 21,05 | 4,64 | 1,50 | 3582 | meer foto's                                                                                                |
| Kurt Carlsen Nederland                                                                                     | Sumatrakade                                                                                                | Reddingboot                                                                                                | 1953 | 10,32 | 3,14 | 0,60 | 2830 | meer foto's                                                                                                |
| President Steyn Nederland                                                                                  | Sumatrakade                                                                                                | Reddingboot                                                                                                | 1939 | 9,70 | 2,80 | 0,65 | 2374 | |
| Prins Hendrik ENI 03800715 Nederland                                                                       | Sumatrakade                                                                                                | Reddingboot                                                                                                | 1951 | 20,37 | 4,05 | 1,42 | - | |
| Tjerck Hiddes Nederland                                                                                    | Sumatrakade                                                                                                | Reddingboot                                                                                                | 1975 | 14,88 | 4,18 | 1,05 | 3381 | meer foto's                                                                                                |

## Varend erfgoed: vissersschepen
- RVEN staat voor Register Varend Erfgoed Nederland.

| Lijst van deelnemende vissersschepen (varende monumenten en historische vaartuigen) aan Sail Amsterdam 2025 | Lijst van deelnemende vissersschepen (varende monumenten en historische vaartuigen) aan Sail Amsterdam 2025 | Lijst van deelnemende vissersschepen (varende monumenten en historische vaartuigen) aan Sail Amsterdam 2025 | Lijst van deelnemende vissersschepen (varende monumenten en historische vaartuigen) aan Sail Amsterdam 2025 | Lijst van deelnemende vissersschepen (varende monumenten en historische vaartuigen) aan Sail Amsterdam 2025 | Lijst van deelnemende vissersschepen (varende monumenten en historische vaartuigen) aan Sail Amsterdam 2025 | Lijst van deelnemende vissersschepen (varende monumenten en historische vaartuigen) aan Sail Amsterdam 2025 | Lijst van deelnemende vissersschepen (varende monumenten en historische vaartuigen) aan Sail Amsterdam 2025 | Lijst van deelnemende vissersschepen (varende monumenten en historische vaartuigen) aan Sail Amsterdam 2025 | Lijst van deelnemende vissersschepen (varende monumenten en historische vaartuigen) aan Sail Amsterdam 2025 | Lijst van deelnemende vissersschepen (varende monumenten en historische vaartuigen) aan Sail Amsterdam 2025 |
| Naam | Ligplaats                                                                                                   | Soort schip                                                                                                 | Bouwjaar | Lengte (m)                                                                                                  | Lengte (m)                                                                                                  | Breedte (m)                                                                                                 | Diepgang (m)                                                                                                | Zeiloppervlak (m²)                                                                                          | RVEN nr. | Foto |
| Naam | Ligplaats                                                                                                   | Soort schip                                                                                                 | Bouwjaar | totaal | romp | Breedte (m)                                                                                                 | Diepgang (m)                                                                                                | Zeiloppervlak (m²)                                                                                          | RVEN nr. | Foto |
| --- | --- | --- | --- | --- | --- | --- | --- | --- | --- | --- |
| BU1 Nederland                                                                                               | Jetty buitenkant                                                                                            | Lemsteraak                                                                                                  | 1987 | 8,87 | | 3,92 | 0,80 | 54,00 | - | |
| BU12 Wijmpje Klaasje Ex UK10 / HL8 / ST8 Nederland                                                          | IJhaven U Kop buitenkant                                                                                    | Kotter | 1960 | 15,68 | | 4,10 | 1,80 | | 5041 | |
| BU18 Vrouwe Trees Nederland                                                                                 | Jetty buitenkant                                                                                            | Staverse jol                                                                                                | 1976 | 8,00 | | 3,24 m | 0,90 | 48,86 | - | |
| BU55 Ex HN24 / LE112/ LE1 / LE102 / LE107 Nederland                                                         | IJhaven U Kop buitenkant                                                                                    | Kotter | 1911 | 10,50 | | 3,40 | 1,00 | | 2523 | |
| BU59 Nederland                                                                                              | De Ruijterkade                                                                                              | Botter | 1911 | 13,5 | | 4,2 | 1 | 100 | 875 | |
| BU67 Nederland                                                                                              | De Ruyterkade Steiger                                                                                       | Botter | 1904 | 13,50 | | 4,20 m | 1,00 | | 497 | |
| BU101 Nederland                                                                                             | IJhaven | Botter | 1906 | 13,85 | | 4,1 | 0,9 | 120 | 148 | |
| BU107 De Ton Nederland                                                                                      | IJhaven U Zuid binnenkant                                                                                   | Staverse jol                                                                                                | 2012 | 6,70 | | 2,80 | 0,70 | 34,30 | - | |
| BU138 Ex ST10 / EH39 Nederland                                                                              | IJhaven U Kop buitenkant                                                                                    | Kotter | 1948 | 14,85 | | 3,85 | 1,50 | 6 | 2352 | meer foto's -->                                                                                             |
| BU168 Ex UK26 / UK128 / UK264 Nederland                                                                     | IJhaven U Kop buitenkant                                                                                    | Kotter | 1949 | 15,08 | | 4,07 | 1,61 | 10 | 2521 | |
| DRI12 Nederland                                                                                             | IJhaven Oostzijde achter (gesloten) U                                                                       | Zalmschouw                                                                                                  | 1998 | 7,03 | 6,00 | 2,16 | 0,50 | | | meer foto's                                                                                                 |
| DX11 Nederland                                                                                              | 10.1 Jetty buitenkant                                                                                       | Lemsteraak                                                                                                  | 2001 | 10,52 | | 3,92 | 0,95 | 74,10 | - | |
| EB61 Zwarte Zee Nederland                                                                                   | Noordwal | Botter | 1890 | 13,50 | | 4,10 | 0,80 | 111,00 | 2006 | |
| HA10 Shams Nederland                                                                                        | IJhaven Kop BIM huis                                                                                        | Lemsteraak                                                                                                  | 2012 | 11,86 | | 4,30 | 0,90 | 86,70 | - | |
| HA12 Agatha Petronella Ex TH30/YE25/MK74/UK80/LE31/WON50 Nederland                                          | IJhaven U Kop buitenkant                                                                                    | Kotter | 1902 | 15,17 | | 3,85 | 1,6 | | 5108 | |
| HD16 Nederland                                                                                              | IJhaven Oostzijde achter (gesloten) U                                                                       | Zalmschouw                                                                                                  | 1909 | 7,20 | 6,94 | 2,12 | 0,50 | | | meer foto's                                                                                                 |
| HD143 Nederland                                                                                             | IJhaven Oostzijde achter (gesloten) U                                                                       | Zalmschouw                                                                                                  | 1960 | 7,00 | 6,00 | 2,20 | 0,40 | | | meer foto's                                                                                                 |
| HI88 Moriaan Nederland                                                                                      | Jetty buitenkant                                                                                            | Lemsteraak                                                                                                  | 1980 | 11,20 | | 4,20 | 0,80 | | - | |
| HK86 Vrouwe Catharina Nederland                                                                             | Sumatrakade                                                                                                 | Noordzeebotter                                                                                              | 1920 | 15,00 | | 5,05 | 1,01 | | 5861 | |
| IJM39 Geertruida Ex UK179 / UK279 / UK144 Nederland                                                         | IJhaven U Kop buitenkant                                                                                    | Kotter | 1959 | 14,95 | | 4,11 | 1,60 | 18 | 3120 | |
| LB76 Nederland                                                                                              | IJhaven Veemkade voor                                                                                       | Kagenaar | 1955 | 12,00 | | 2,12 | 0,70 | | 3272 | |
| LD12 Nederland                                                                                              | IJhaven U Kop buitenkant                                                                                    | Garnalenkotter                                                                                              | 1920 | 15,00 | | 3,45 | 1,45 | | 5107 | |
| LE12 Rosshouck Nederland                                                                                    | IJhaven Kop BIM huis                                                                                        | Lemsteraak                                                                                                  | 1902 | 12,75 | | 4,40 | 1,05 | 115,00 | 2423 | |
| LE27 Trijntje Jacoba Nederland                                                                              | IJhaven U Kop buitenkant                                                                                    | Kotter | 1948 | 13,20 | 11,10 | 3,35 | 1,50 | 38,30 | | meer foto's                                                                                                 |
| LE37 Nederland                                                                                              | IJhaven U Zuid binnenkant                                                                                   | Lemsteraak                                                                                                  | 1997 | 12,50 | | 4,37 m | 0,85 | 122,50 | - | |
| MK1 Nederland                                                                                               | IJhaven Oostzijde achter (gesloten) U                                                                       | Zalmschouw                                                                                                  | 1986 | 9,00 | 8,87 | 2,78 | 0,60 | | | meer foto's                                                                                                 |
| NG63 Vesterhavet Nederland                                                                                  | | Kotter | 1932 | 12,10 | | 4,20 | 1,65 | 12,4 | 2804 | meer foto's                                                                                                 |
| RO38 Nederland                                                                                              | Oosterdok                                                                                                   | Zalmschouw                                                                                                  | 1898 | 6,86 | 6,00 | 2,10 | 0,30 | | | meer foto's                                                                                                 |
| ST58 Nederland                                                                                              | Jetty buitenkant                                                                                            | Zeeschouw                                                                                                   | 1938 | 11,00 | | 4,00 | 0,85 | 37,00 | 5256 | |
| TX37 Anna Nederland                                                                                         | IJhaven | Kotter | 1931 | 19,96 | 19,00 | 5,58 | 1,90 | 250 | 3023 | meer foto's                                                                                                 |
| UK107 Najade Nederland                                                                                      | | Kotter | 1959 | 15,45 | 14,20 | 4,09 | 1,80 | 2746 | | |
| UK114 De Jonge Jacob Ex IJM274 Nederland                                                                    | Surinamekade                                                                                                | Kotter | 1928 | 16.75 | | 3.65 | 1.7 | | 2367 | meer foto's                                                                                                 |
| VD103 De Twee Gebroeders Nederland                                                                          | IJhaven U Kop buitenkant                                                                                    | Marker rondbouw                                                                                             | 1936 | 10,50 | | 3,40 | 0,95 | 63,30 | 5539 | |
| VD168 Ex VD362 / VD195 Nederland                                                                            | | | 1937 | 10,50 | | 3,50 | 1,10 | 58 | 3495 | |
| VD214 Kleine Beer Nederland                                                                                 | IJhaven U Kop buitenkant                                                                                    | | 1937 | 10,40 | | 3,44 | 1,10 | | - | |
| VE6 Nederland                                                                                               | IJhaven Oostzijde achter (gesloten) U                                                                       | Zalmschouw                                                                                                  | 1999 | 8,65 | | 1,82 | 0,75 | | 3442 | meer foto's                                                                                                 |
| WKD36 Nederland                                                                                             | IJhaven Oostzijde achter (gesloten) U                                                                       | Zalmschouw                                                                                                  | 2004 | 8,65 | | 2,65 | 1,00 | | - | meer foto's                                                                                                 |
| WL18 Fasant Nederland                                                                                       | IJhaven Kop BIM huis                                                                                        | Lemsteraak                                                                                                  | 1916 | 14,28 | | 4,65 | 1,10 | 150,76 | 2012 | |
| WL19 De Drie Gebroeders Nederland                                                                           | Sumatrakade                                                                                                 | Wierumer aak                                                                                                | 2008 | 15,26 | | 4,95 | 1,20 | 110 | 5937 | |
| WOU2 Nederland                                                                                              | IJhaven Oostzijde achter (gesloten) U                                                                       | Zalmschouw                                                                                                  | 1901 | 6,60 | 6,00 | 2,07 | 0,40 | | | |
| WOU9 Nederland                                                                                              | IJhaven Oostzijde achter (gesloten) U                                                                       | Zalmschouw                                                                                                  | 1990 | 6,19 | | 1,89 | 0,70 | | | |
| WOU26 Nederland                                                                                             | IJhaven Oostzijde achter (gesloten) U                                                                       | Zalmschouw                                                                                                  | 2009 | 6,81 | | 2,09 | 0,725 | | | |
| WR53 Hester Joanne Ex WR19 / WR186 Nederland                                                                | IJhaven U Kop buitenkant                                                                                    | Kotter | 1920 | 15,5 | | 3,5 | 1,40 | | 2402 | |
| YE36 Andries Jacob Nederland                                                                                | | Hoogaars | 1900 | 14,85 | | 4,80 | 0,90 | 110 | 371 | |
| ZK28 Zeekat Nederland                                                                                       | Sumatrakade                                                                                                 | Garnalenkotter                                                                                              | 1932 | 14,13 | | 3,25 | 1,20 | | 3222 | |
| Aeolus Nederland                                                                                            | Surinamekade                                                                                                | Kotter | 1912 | 16,00 | 13,70 | 4,50 | 1,50 | 25 | | |
| Agatha Petronella Nederland                                                                                 | | Kotter | 1902 | 15,17 | | 3,85 | 1,6 | | 5108 | |
| Ankie Nederland                                                                                             | IJhaven Oostzijde achter (gesloten) U                                                                       | Zalmschouw                                                                                                  | 1890 | 6,00 | 5,00 | 1,60 | 0,30 | | | |
| Anna ENI 02007080 Nederland                                                                                 | | Garnalenkotter                                                                                              | 1962 | 19 | | 5,13 | | | | meer foto's                                                                                                 |
| Anna Nederland                                                                                              | IJhaven Oostzijde achter (gesloten) U                                                                       | Zalmschouw                                                                                                  | 2003 | 6,27 | | 1,95 | 0,30 | | 3543 | |
| Annabel Nederland                                                                                           | IJhaven Veemkade voor                                                                                       | Waalschokker                                                                                                | 1932 | 14,80 | | 4,70 | 1,20 | | 3397 | meer foto's                                                                                                 |
| Atalante Nederland                                                                                          | | Hoogaars | 1938 | 11,98 | | 3,90 | 0,90 | 70 | 935 | |
| Boreas Nederland                                                                                            | | Hengst | 1895 | 9,25 | | 3,00 | 0,50 | 38 | 2875 | |
| Bornrif Nederland                                                                                           | | Botter | 1914 | 16,80 | | 5,20 | | | | |
| Bruinvisch Nederland                                                                                        | Jetty Buitenkant                                                                                            | Botter | 1945 | 11,00 | | 3,63 | 0,90 | 77 | 1628 | meer foto's                                                                                                 |
| Marretje Stijntje Ex UK26 / UK128 / UK264</ BU168 Nederland                                                 | | Kotter | 1949 | 15,08 | | 4,07 | 1,61 | 10 | 2521 | |

## Varend erfgoed: Motorjachten
- RVEN staat voor Register Varend Erfgoed Nederland.

| Lijst van deelnemende schepen van de Vereniging van Booteigenaren Oude Glorie aan Sail Amsterdam 2025 | Lijst van deelnemende schepen van de Vereniging van Booteigenaren Oude Glorie aan Sail Amsterdam 2025 | Lijst van deelnemende schepen van de Vereniging van Booteigenaren Oude Glorie aan Sail Amsterdam 2025 | Lijst van deelnemende schepen van de Vereniging van Booteigenaren Oude Glorie aan Sail Amsterdam 2025 | Lijst van deelnemende schepen van de Vereniging van Booteigenaren Oude Glorie aan Sail Amsterdam 2025 | Lijst van deelnemende schepen van de Vereniging van Booteigenaren Oude Glorie aan Sail Amsterdam 2025 | Lijst van deelnemende schepen van de Vereniging van Booteigenaren Oude Glorie aan Sail Amsterdam 2025 | Lijst van deelnemende schepen van de Vereniging van Booteigenaren Oude Glorie aan Sail Amsterdam 2025 | Lijst van deelnemende schepen van de Vereniging van Booteigenaren Oude Glorie aan Sail Amsterdam 2025 |
| Naam                                                                                                  | Ligplaats                                                                                             | Soort schip                                                                                           | Bouwjaar                                                                                              | Lengte (m)                                                                                            | Breedte (m)                                                                                           | Diepgang (m)                                                                                          | RVEN nr.                                                                                              | Foto                                                                                                  |
| --- | --- | --- | --- | --- | --- | --- | --- | --- |
| Aagje Nederland                                                                                       | Oosterdok NEMO                                                                                        | Bakdekkruiser                                                                                         | 1933                                                                                                  | 9,40                                                                                                  | 2,80                                                                                                  | 0,8                                                                                                   | 188                                                                                                   | meer foto's                                                                                           |
| Aeltje Nederland                                                                                      | - | Kofferdekkruiser                                                                                      | 1930                                                                                                  | 8,20                                                                                                  | 2,20                                                                                                  | 0,60                                                                                                  | 5016                                                                                                  | |
| Bolivar Nederland                                                                                     | Oosterdok NEMO                                                                                        | Bakdeksalonkruiser                                                                                    | 1928                                                                                                  | 19.5                                                                                                  | 3,9                                                                                                   | 0.65                                                                                                  | 1228                                                                                                  | |
| Bondeux Nederland                                                                                     | Oosterdok NEMO                                                                                        | Bakdekkruiser                                                                                         | 1937                                                                                                  | 8,70                                                                                                  | 2,40                                                                                                  | 0,60                                                                                                  | - | |
| Braassem Nederland                                                                                    | Oosterdok NEMO                                                                                        | Bakdekkruiser                                                                                         | 1932                                                                                                  | 7,40                                                                                                  | 2,00                                                                                                  | 0,80                                                                                                  | - | meer foto's                                                                                           |
| Cato Nederland                                                                                        | Oosterdok NEMO                                                                                        | Kofferdekkruiser + bakdek                                                                             | 1934                                                                                                  | 8 | | 0,65                                                                                                  | 3590                                                                                                  | |
| Cocagne Nederland                                                                                     | Oosterdok NEMO                                                                                        | Bakdekkruiser                                                                                         | 1938                                                                                                  | 14 | 3,25                                                                                                  | 1,5                                                                                                   | 2479                                                                                                  | meer foto's                                                                                           |
| Cornelia Nederland                                                                                    | Oosterdok NEMO                                                                                        | Zuiderzeekruiser                                                                                      | 1925                                                                                                  | 16,50                                                                                                 | 3,20                                                                                                  | 1,35                                                                                                  | - | |
| d'Alde Juffer Nederland                                                                               | Oosterdok NEMO                                                                                        | Salonboot                                                                                             | 1910                                                                                                  | 8,10                                                                                                  | 2,00                                                                                                  | 1,00                                                                                                  | 5762                                                                                                  | |
| De Vergulde Snoeck Nederland                                                                          | | Salonkruiser                                                                                          | 1900                                                                                                  | 7,10                                                                                                  | 2,15                                                                                                  | 0,8                                                                                                   | | |
| De Vrijheid Nederland                                                                                 | Oosterdok NEMO                                                                                        | Bakdekkruiser                                                                                         | 1922                                                                                                  | 8,35                                                                                                  | 2,30                                                                                                  | 0,80                                                                                                  | - | |
| Djarra Nederland                                                                                      | Oosterdok NEMO                                                                                        | Maaskruiser                                                                                           | 1936                                                                                                  | 12 | 3,85                                                                                                  | 0,67                                                                                                  | | |
| Delima Nederland                                                                                      | Oosterdok NEMO                                                                                        | Maaskruiser                                                                                           | 1937                                                                                                  | 9,75                                                                                                  | 2,20                                                                                                  | 0,65                                                                                                  | | |
| Elly Nederland                                                                                        | Oosterdok NEMO                                                                                        | bakdekkruiser + kofferdek                                                                             | 1930                                                                                                  | 10,5                                                                                                  | 3 | 0,85                                                                                                  | 2216                                                                                                  | |
| Ersa Nederland                                                                                        | Oosterdok NEMO                                                                                        | Kofferdekkruiser + bakdek                                                                             | 1933 ±                                                                                                | 9,6                                                                                                   | 2,75                                                                                                  | 0,7                                                                                                   | 201                                                                                                   | meer foto's                                                                                           |
| Excelsior Nederland                                                                                   | Oosterdok NEMO                                                                                        | Bakdekkruiser                                                                                         | 1935 ±                                                                                                | 9,2                                                                                                   | 2,7                                                                                                   | 0,7                                                                                                   | 2964                                                                                                  | |
| Frisia Nederland                                                                                      | Oosterdok NEMO                                                                                        | Bakdekkruiser                                                                                         | 1929                                                                                                  | 9 | 2,5                                                                                                   | 0,6                                                                                                   | 1117                                                                                                  | |
| Gonny Nederland                                                                                       | Oosterdok NEMO                                                                                        | Kofferdekkruiser                                                                                      | 1935                                                                                                  | 10 | 2,7                                                                                                   | 0,65                                                                                                  | 2217                                                                                                  | |
| Granny Nederland                                                                                      | Oosterdok NEMO                                                                                        | Bakdekkruiser                                                                                         | 1936                                                                                                  | 9,90                                                                                                  | 2,70                                                                                                  | 1,05                                                                                                  | - | |
| Jan de Wit Nederland                                                                                  | Oosterdok NEMO                                                                                        | Bakdekkruiser                                                                                         | 1917                                                                                                  | 11,9                                                                                                  | 3,4                                                                                                   | 1,35                                                                                                  | 2712                                                                                                  | |
| Jansje Nederland                                                                                      | Oosterdok NEMO                                                                                        | Bakdekkruiser                                                                                         | 1935                                                                                                  | 7,60                                                                                                  | 2,20                                                                                                  | 0,60                                                                                                  | - | |
| Johanna Nederland                                                                                     | Oosterdok NEMO                                                                                        | Bakdekkruiser                                                                                         | 1935                                                                                                  | 11,00                                                                                                 | 2,95                                                                                                  | 0,70                                                                                                  | 4751                                                                                                  | |
| Keetje Nederland                                                                                      | Oosterdok NEMO                                                                                        | Kofferdekkruiser                                                                                      | 1936                                                                                                  | 9,15                                                                                                  | 2,57                                                                                                  | 0,90                                                                                                  | 3110                                                                                                  | |
| Langouste Nederland                                                                                   | Oosterdok NEMO                                                                                        | Kofferdekkruiser                                                                                      | 1935 ±                                                                                                | 8,5                                                                                                   | 2,3                                                                                                   | 0,85                                                                                                  | 2504                                                                                                  | |
| Luna Nederland                                                                                        | - | Kofferdekkruiser                                                                                      | 1935                                                                                                  | 7,50                                                                                                  | 2,50                                                                                                  | 0,60                                                                                                  | 5168                                                                                                  | |
| Marsouin Nederland                                                                                    | Oosterdok NEMO                                                                                        | Bakdekkruiser                                                                                         | 1922                                                                                                  | 12,50                                                                                                 | 2,80                                                                                                  | 0,95                                                                                                  | - | meer foto's                                                                                           |
| Martha Anna Nederland                                                                                 | Oosterdok NEMO                                                                                        | Bakdekkruiser                                                                                         | 1932                                                                                                  | 7,60                                                                                                  | 2,20m                                                                                                 | 0,80                                                                                                  | 2171                                                                                                  | |
| Mr. P.L.F. Blussé Nederland                                                                           | Oosterdok NEMO                                                                                        | Salonkruiser                                                                                          | 1909                                                                                                  | 12,8                                                                                                  | 2,5                                                                                                   | 0,9                                                                                                   | 1903                                                                                                  | meer foto's                                                                                           |
| Old Dutch Nederland                                                                                   | Oosterdok NEMO                                                                                        | Bakdekkruiser met kofferdek                                                                           | 1930                                                                                                  | 7,50                                                                                                  | 2 | 0,70                                                                                                  | | |
| Old Lady Nederland                                                                                    | Oosterdok NEMO                                                                                        | Bakdekkruiser + kofferdek                                                                             | 1935                                                                                                  | 9 | 2,4                                                                                                   | 0,7                                                                                                   | 2001                                                                                                  | meer foto's                                                                                           |
| Old Timer Nederland                                                                                   | Oosterdok NEMO                                                                                        | Bakdekkruiser                                                                                         | 1930                                                                                                  | 10,40                                                                                                 | 2,80                                                                                                  | 0,85                                                                                                  | | |
| Pake Nederland                                                                                        | Oosterdok NEMO                                                                                        | Kofferdekkruiser                                                                                      | 1933                                                                                                  | 11,00                                                                                                 | 2,30                                                                                                  | 0,60                                                                                                  | - | |
| Pax Nederland                                                                                         | Oosterdok NEMO                                                                                        | Salonkruiser                                                                                          | 1900 ±                                                                                                | 15,5                                                                                                  | 2,6                                                                                                   | 0,9                                                                                                   | 2580                                                                                                  | |
| Pelan Pelan Nederland                                                                                 | Oosterdok NEMO                                                                                        | Bakdekkruiser                                                                                         | 1935                                                                                                  | 8,80                                                                                                  | 2,40                                                                                                  | 0,65                                                                                                  | 626                                                                                                   | |
| Pelikaan Nederland                                                                                    | Oosterdok NEMO                                                                                        | Bakdekkruiser                                                                                         | 1927                                                                                                  | 8 | 2,00                                                                                                  | | - | |
| Phoenix Nederland                                                                                     | Oosterdok NEMO                                                                                        | Kofferdeksalonkruiser                                                                                 | 1935                                                                                                  | 11,50                                                                                                 | 3,00                                                                                                  | 0,90                                                                                                  | = | |
| Phoenix Nederland                                                                                     | Oosterdok NEMO                                                                                        | Motorkruiser                                                                                          | 1961                                                                                                  | 8,55 m                                                                                                | 2,80 m                                                                                                | 0,85                                                                                                  | 3600                                                                                                  | |
| Pinguin Nederland                                                                                     | Oosterdok NEMO                                                                                        | Bakdekkruiser                                                                                         | 1933                                                                                                  | 8,60                                                                                                  | 2,66                                                                                                  | 0,90                                                                                                  | - | |
| River Niger Nederland                                                                                 | Oosterdok NEMO                                                                                        | Kofferdekkruiser                                                                                      | 1938                                                                                                  | 10,00                                                                                                 | 3,00                                                                                                  | 0,80                                                                                                  | 3728                                                                                                  | |
| Run A'bout Nederland                                                                                  | Oosterdok NEMO                                                                                        | Autoboot                                                                                              | 1925                                                                                                  | 6,25                                                                                                  | 1,55                                                                                                  | 0,50                                                                                                  | 314                                                                                                   | |
| Schollevaar Nederland                                                                                 | Oosterdok NEMO                                                                                        | Bakdekkruiser                                                                                         | 1936                                                                                                  | 11,00                                                                                                 | 2,90                                                                                                  | 0,80                                                                                                  | - | |
| Thalassa Nederland                                                                                    | Oosterdok NEMO                                                                                        | Bakdekkruiser                                                                                         | 1938                                                                                                  | 10,10                                                                                                 | 3,20                                                                                                  | 0,80                                                                                                  | 2428                                                                                                  | |
| Vrijstaat Nederland                                                                                   | Oosterdok NEMO                                                                                        | Bakdekkruiser                                                                                         | 1928                                                                                                  | 11 | 3 | 0,9                                                                                                   | 1121                                                                                                  | |
| Zwerver Nederland                                                                                     | Oosterdok NEMO                                                                                        | Bakdekkruiser                                                                                         | 1936                                                                                                  | 8,50                                                                                                  | 2,40                                                                                                  | 0,60                                                                                                  | 2821                                                                                                  | |

## Varend erfgoed: Koninklijke Marine
| Lijst van deelnemende schepen aan Sail Amsterdam 2015 | Lijst van deelnemende schepen aan Sail Amsterdam 2015 | Lijst van deelnemende schepen aan Sail Amsterdam 2015 | Lijst van deelnemende schepen aan Sail Amsterdam 2015 | Lijst van deelnemende schepen aan Sail Amsterdam 2015 | Lijst van deelnemende schepen aan Sail Amsterdam 2015 | Lijst van deelnemende schepen aan Sail Amsterdam 2015 | Lijst van deelnemende schepen aan Sail Amsterdam 2015 | Lijst van deelnemende schepen aan Sail Amsterdam 2015 | Lijst van deelnemende schepen aan Sail Amsterdam 2015 | Lijst van deelnemende schepen aan Sail Amsterdam 2015 |
| Naam                                                  | Ligplaats                                             | Soort schip                                           | Bouwjaar                                              | Lengte (m)                                            | Lengte (m)                                            | Breedte (m)                                           | Diepgang (m)                                          | Zeiloppervlak (m²) of tonnage                         | Foto                                                  |                                                       |
| Naam                                                  | Ligplaats                                             | Soort schip                                           | Bouwjaar                                              | totaal                                                | romp                                                  | Breedte (m)                                           | Diepgang (m)                                          | Zeiloppervlak (m²) of tonnage                         | Foto                                                  |                                                       |
| ----------------------------------------------------- | ----------------------------------------------------- | ----------------------------------------------------- | ----------------------------------------------------- | ----------------------------------------------------- | ----------------------------------------------------- | ----------------------------------------------------- | ----------------------------------------------------- | ----------------------------------------------------- | ----------------------------------------------------- | ----------------------------------------------------- |
| Naaldwijk Nederland                                   |                                                       | Voormalige Mijnenveger                                | 1955                                                  | 46,62                                                 |                                                       | 8,78                                                  | 2,55                                                  | 400 ton                                               | meer foto's                                           |                                                       |
| Roermond Nederland                                    |                                                       | Voormalige Mijnenveger                                | 1955                                                  | 46,62                                                 |                                                       | 8,78                                                  | 2,28                                                  | 417 ton                                               | meer foto's                                           |                                                       |

## Schepen van de Koninklijke Marine
| Lijst van deelnemende schepen van de Koninklijke Marine aan Sail Amsterdam 2025 | Lijst van deelnemende schepen van de Koninklijke Marine aan Sail Amsterdam 2025 | Lijst van deelnemende schepen van de Koninklijke Marine aan Sail Amsterdam 2025 | Lijst van deelnemende schepen van de Koninklijke Marine aan Sail Amsterdam 2025 | Lijst van deelnemende schepen van de Koninklijke Marine aan Sail Amsterdam 2025 | Lijst van deelnemende schepen van de Koninklijke Marine aan Sail Amsterdam 2025 | Lijst van deelnemende schepen van de Koninklijke Marine aan Sail Amsterdam 2025 | Lijst van deelnemende schepen van de Koninklijke Marine aan Sail Amsterdam 2025 | Lijst van deelnemende schepen van de Koninklijke Marine aan Sail Amsterdam 2025 | Lijst van deelnemende schepen van de Koninklijke Marine aan Sail Amsterdam 2025 | Lijst van deelnemende schepen van de Koninklijke Marine aan Sail Amsterdam 2025 |
| Naam                                                                            | Ligplaats                                                                       | Soort schip                                                                     | Bouwjaar                                                                        | Lengte (m)                                                                      | Lengte (m)                                                                      | Breedte (m)                                                                     | Diepgang (m)                                                                    | Zeiloppervlak (m²) of tonnage                                                   | Foto                                                                            |                                                                                 |
| Naam                                                                            | Ligplaats                                                                       | Soort schip                                                                     | Bouwjaar                                                                        | totaal                                                                          | romp                                                                            | Breedte (m)                                                                     | Diepgang (m)                                                                    | Zeiloppervlak (m²) of tonnage                                                   | Foto                                                                            |                                                                                 |
| ------------------------------------------------------------------------------- | ------------------------------------------------------------------------------- | ------------------------------------------------------------------------------- | ------------------------------------------------------------------------------- | ------------------------------------------------------------------------------- | ------------------------------------------------------------------------------- | ------------------------------------------------------------------------------- | ------------------------------------------------------------------------------- | ------------------------------------------------------------------------------- | ------------------------------------------------------------------------------- | ------------------------------------------------------------------------------- |
| Zr.Ms. Evertsen Nederland                                                       | IJhaven                                                                         | Fregat                                                                          | 2005                                                                            | 144                                                                             |                                                                                 | 18.8                                                                            | 5                                                                               | 6050 ton                                                                        | meer foto's                                                                     |                                                                                 |
| Zr.Ms. Karel Doorman IMO 4601759 Nederland                                      | IJ                                                                              | Bevoorradingsschip                                                              | 2025                                                                            | 204,7                                                                           |                                                                                 | 30,4                                                                            | 8                                                                               | 27.800 ton                                                                      | meer foto's                                                                     |                                                                                 |
| Zr.Ms. Urania Nederland                                                         | IJhaven                                                                         | Kits                                                                            | 2004                                                                            | 26,856                                                                          | 23,40                                                                           | 6,04                                                                            | 2,50                                                                            | 302,7 m²                                                                        | meer foto's                                                                     |                                                                                 |
| Zr.Ms. Zeeleeuw Nederland                                                       |                                                                                 | Onderzeeboot                                                                    | 1990                                                                            | 68                                                                              |                                                                                 | 8,5                                                                             | 7,5                                                                             | 2350 (boven water) 2650 (onder water)                                           | meer foto's                                                                     |                                                                                 |